# Boris Karloff

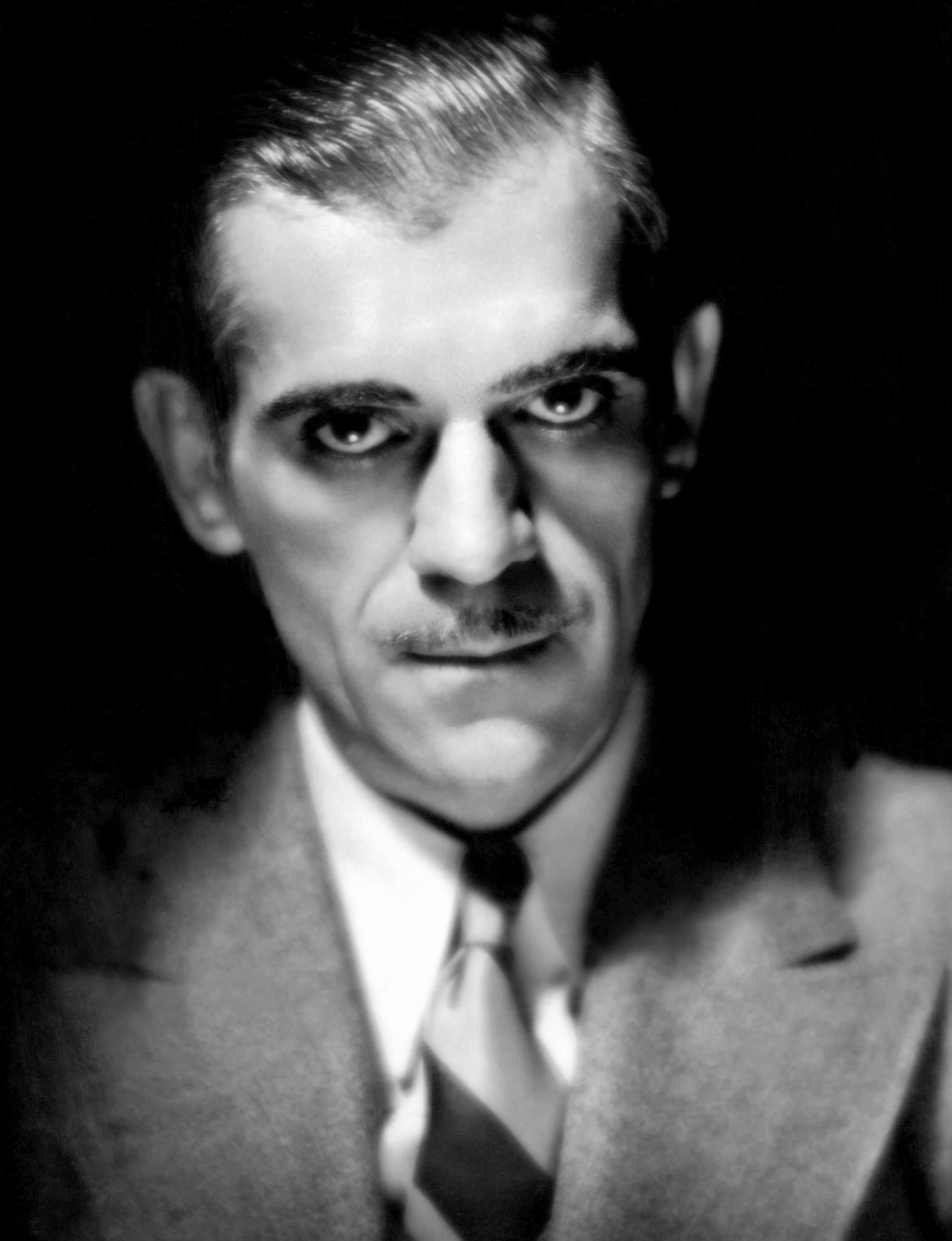
Boris Karloff (1932)

Boris Karloff (eigentlich William Henry Pratt; * 23. November 1887 in London, im heutigen Bezirk Southwark; † 2. Februar 1969 in Midhurst, West Sussex, England) war ein britischer Theater- und Filmschauspieler.
Karloff wurde vor allem als Darsteller in Horrorfilmen bekannt, nachdem er 1931 die Rolle des Monsters in Frankenstein gespielt hatte. Während seiner mehr als 50 Jahre währenden Schauspielkarriere war er jedoch in unterschiedlichen Rollen im Film, im Fernsehen und auf der Bühne zu sehen sowie im Radio und auf Schallplatte zu hören. Er erhielt Spitznamen wie „Karloff the Uncanny“ („Karloff der Unheimliche“) oder „The Master of Horror“.

## Leben und Werk

### Kindheit, Jugend und Auswanderung
William Henry Pratt war das jüngste von neun Kindern. Früh verwaist, wuchs er bei seinen erheblich älteren Geschwistern auf. Die weitverzweigte, alte angelsächsische Familie Pratt war seit dem Mittelalter in England ansässig und stand traditionell in Diensten der britischen Krone. Sein Vater war als britischer Zollbeamter in Indien tätig, sein Großvater mütterlicherseits war Mitglied der Berittenen Artillerie in Bombay. Seine Mutter war eine Nichte der Frauenrechtlerin und Autorin Anna Leonowens (Anna und der König). Einer seiner Großneffen war der Comic-Autor Hugo Pratt. Auch der Exzentriker, Schauspieler und Autor Quentin Crisp alias Dennis Charles Pratt war mit ihm verwandt.

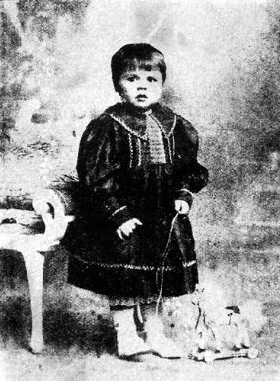
Als Kleinkind (1890)

Die Familie Pratt lebte zunächst in Indien, kehrte aber noch vor William Henrys Geburt ohne den Vater nach England zurück. Als Kind lebte Pratt zunächst in verschiedenen Häusern in den Stadtteilen Camberwell und East Dulwich südlich der City of London im heutigen Londoner Borough of Southwark. Die Familie zog häufig um, in welchem Haus genau William Henry geboren wurde, ist nicht sicher belegt; nach Recherchen des Filmjournalisten Steve Vertlieb war Camberwell der Geburtsort, eine offizielle Plakette für Pratts Geburtshaus befindet sich dagegen an der 36 Forest Hill Road im Londoner Stadtteil Peckham. Später zog die elternlose Familie in das ländlich geprägte Enfield im äußersten Norden von London um.

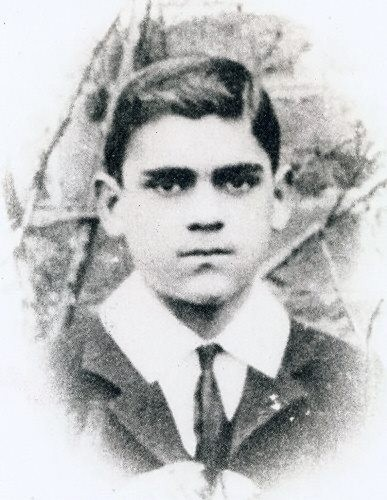
William Henry Pratt (1899)

William Henry durchlief erfolgreich eine höhere Schullaufbahn und war Schüler der Enfield Grammar School, Uppingham School und der Merchant Taylors’ School. Er sollte wie seine älteren Brüder nach Familientradition auf den Verwaltungsdienst in den britischen Kolonien vorbereitet werden. Anschließend studierte er am King’s College der University of London. In seiner Freizeit spielte er Cricket und war Mitglied im Enfield Cricket Club. Früh interessierte er sich für das Theater, übernahm Rollen in Weihnachtsmärchen und hatte im Alter von neun Jahren in einer Cinderella-Aufführung einen Auftritt als Dämonenkönig.
Der junge Pratt nahm privat Schauspielunterricht und absolvierte Bühnenauftritte u. a. bei Theateraufführungen seiner Universität. Bald wurde ihm das Schauspielern wichtiger als das Studium, das er zunehmend vernachlässigte. Im Alter von 21 Jahren verließ er im Einvernehmen mit seiner Familie Großbritannien von Liverpool aus in Richtung Montreal in Kanada. Danach zog er weiter nach Ontario, später nach British Columbia. Unterwegs verdingte er sich als Hilfsarbeiter u. a. in der Landwirtschaft, beim Schienen- und Straßenbau sowie als Truckfahrer. Gleichzeitig versuchte er immer wieder, bei Wanderbühnen Fuß zu fassen, und reiste mit verschiedenen Schauspieltruppen durch die kanadische und US-amerikanische Provinz.
Kurz nach seiner Ankunft in Kanada im Jahr 1909 heiratete Pratt die englische Schauspielerin Olive Wilton. Dass er, wie oft zu lesen ist, gemeinsam mit ihr nach Kanada kam, ist unwahrscheinlich, da sie bereits in der Saison 1904/1905 ein Engagement am New Yorker Broadway hatte. Die anschließende Scheidung muss sehr rasch erfolgt sein: Bereits ein Jahr später wanderte Olive Wilton nach Australien aus, drehte dort 1910 und 1911 jeweils einen Stummfilm und wurde in den 1920er Jahren die Mitbegründerin eines Privattheaters in Hobart auf Tasmanien. Boris Karloff hat sich später zu seiner ersten Ehe nur wenig geäußert.

### Die 1910er- und 1920er-Jahre

#### Statist und Kleindarsteller

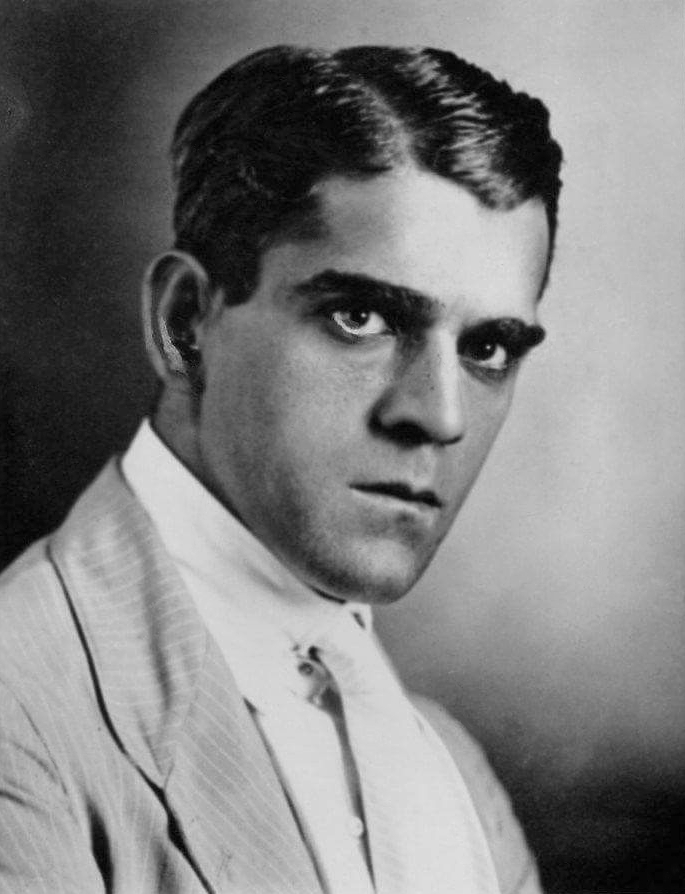
William Henry Pratt (1913)

In den 1910er Jahren kam William Henry Pratt nach Hollywood und suchte Anschluss an die aufblühende Stummfilmindustrie. Er stand zunächst als Statist, dann in winzigen Rollen als Kleindarsteller vor der Kamera: Sein erster belegbarer Filmauftritt ist eine unbedeutende kleine Szene in dem 1916 entstandenen Stummfilm-Drama The Dumb Girl of Portici (Regie: Phillips Smalley und Lois Weber) – mit der russischen Primaballerina Anna Pawlowna Pawlowa in ihrer ersten und einzigen Filmrolle und dem späteren Western-Darsteller Jack Holt.

#### Aus Pratt wird Karloff
In der Zwischenzeit hatte sich William Henry Pratt in Boris Karloff umbenannt. Nach eigenen Angaben soll der Name Karloff auf slawische Vorfahren seiner Mutter verweisen, was Karloffs Tochter und Nachlassverwalterin Sara Karloff lange ausdrücklich bestritt. Allerdings setzte sie die biografische Hommage auf ihren Vater von Steve Vertlieb, der ebenfalls von slawischen bzw. russischen Vorfahren von Pratts Mutter ausgeht, ohne Einschränkung als Leseempfehlung auf die Website ihrer Firma Karloff Enterprises.  Da der Schauspieler aufgrund seines eher düsteren, kantigen und nicht im klassischen Sinne attraktiven Aussehens von Beginn seiner Laufbahn an als Exot, Außenseiter oder Schurke besetzt wurde, wollte er seine Karriere durch die Wahl eines dazu passenden, einprägsamen Künstlernamens mutmaßlich forcieren. Der vier Jahre ältere Schauspielkollege Lon Chaney sen., mit dem er sich in Hollywood angefreundet hatte, soll – laut seinem Enkel Ron Chaney – Pratt dazu geraten haben.
Die meisten Biografen führen Karloffs leicht dunkelhäutig-exotisches Aussehen auf eine indische Vorfahrin zurück, was Familienforschungen zu bestätigen scheinen. Der Familienstammbaum, erstellt nach Recherchen des als Hobby-Historiker umstrittenen Ornithologen und Anna-Leonowens-Biografen Dr. W. S. Bristowe, gibt eine Vorfahrin sehr vage als „nicht identifizierte Inderin“ an, ohne jedoch konkrete Belege zu liefern. Karloffs Großneffe Hugo Pratt gab u. a. jüdisch-türkische Vorfahren an. Laut Filmjournalist Elliot Stein, der Boris Karloff persönlich gekannt und eines der letzten Interviews mit ihm vor seinem Tod geführt hatte, könnte William Henry auch aus einem Fehltritt seiner Mutter mit einem Ägypter während eines Besuchs des Suezkanals hervorgegangen sein. Karloffs Vater hatte seine mit ihm in Indien lebende schwangere Frau verlassen, die mit acht Kindern alleine nach England zurückkehrte und dort William Henry auf einem der Prattschen Familiensitze zur Welt brachte; kurz darauf verstarben beide Elternteile.

#### Typecasting in Nebenrollen

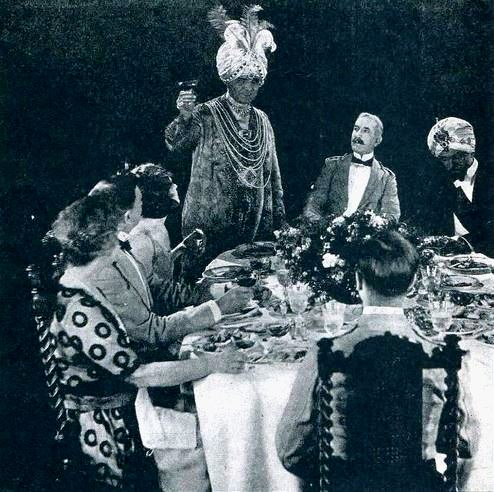
Boris Karloff im Film The Man from Downing Street (1922) ganz rechts als Maharadscha

Die späten 1910er und die 1920er Jahre waren für Karloff geprägt durch Auftritte als Statist, später auch durch bedeutendere Nebenrollen als Darsteller von meist exotischen oder charakterlich negativen Figuren. Er wurde in B-Movies oft ungenannt als Pirat, Indianer, Mexikaner, Schwarzafrikaner, Asiate und sehr häufig als Inder, Levantiner oder Araber; als Leibwächter, Cafébesitzer, Taschendieb oder einfach als Schurke besetzt. Mit dieser als Typecasting bezeichneten Besetzungspraxis deckte Boris Karloff alle Genres des US-amerikanischen Stummfilms der damaligen Zeit ab – vom Abenteuerfilm über Komödien bis hin zum Kriminalfilm. Die erste mit einem Eigennamen ausgestattete Filmrolle, die Karloff übernahm, war 1920 die des zwielichtigen Jules Barney in der Komödie The Deadlier Sex mit der zu dieser Zeit in Hollywood als Flapper populären Blanche Sweet in der weiblichen Hauptrolle. Ein weiteres Beispiel ist neben vielen anderen Omar the Tentmaker (1922) mit Karloff als Imam Mowaffak und Noah Beery als „Shah of Shahs“. In Tarzan und der goldene Löwe (1927) agierte Karloff neben dem Hauptdarsteller James Pierce als finsterer Afrikaner Ozawa.
Nur wenige dieser Filme fanden einen deutschen oder österreichischen Verleih, davon vor allem Western und Piratenfilme. Der erste Film mit Boris Karloff, für den ein deutscher Verleihtitel belegbar ist, war Der letzte Mohikaner (1920, Regie: Clarence Brown und Maurice Tourneur). Karloff verkörperte darin – ebenso wie sein späterer Filmpartner und beruflicher Rivale Bela Lugosi – einen namenlosen Indianer aus dem Stamm der Huronen. In dem Piratenfilm Korsaren (1926, Regie: James Cruze) verkörperte er neben u. a. Wallace Beery einen sarazenischen Gardisten.
Erster in Österreich nachweisbarer deutschsprachiger Verleihtitel für einen Film mit Karloff war der Western Mann ohne Furcht (1926). Darin spielte der spätere Horrorstar einen namenlosen Räuber; weiblicher Star des Films war die erst 19-jährige Fay Wray. Im gleichen Jahr entstand der düstere, atmosphärisch sehr dichte Film The Bells. Mit seiner Handlung um einen elsässischen Kneipenwirt (Lionel Barrymore), der mit Hilfe eines Mesmeristen (Karloff) des Mordes an einem Juden überführt werden soll, gilt dieser als der erste Horrorfilm mit Karloff. In der im Ersten Weltkrieg spielenden Abenteuerkomödie Die Schlachtenbummler, einem A-Film mit Stars wie William Boyd und Mary Astor, spielte er 1927 den Zahlmeister eines russischen Frachters unter der Regie von Lewis Milestone.
Da Karloffs Gagen gering waren und nicht zum Leben ausreichten, musste er neben seiner Filmarbeit bis in die 1920er Jahre hinein öfter als LKW-Fahrer arbeiten – dies ohne Führerschein. Finanzielle Probleme bereiteten ihm auch seine häufigen Scheidungen: Bis Ende der 1920er Jahre wurden nach der Trennung von Olive Wilton noch zwei weitere Ehen Karloffs geschieden.

#### Ausbau der Karriere im Tonfilm
Der Übergang vom Stumm- zum Tonfilm Ende der 1920er Jahre gelang Boris Karloff problemlos. Anders als viele seiner Kollegen konnte Karloff seine an englischen Ausbildungsstätten geschulte Stimme für seine Karriere in Hollywood nutzen: Seinem Oxford-Englisch trainierte er ein tiefes Knarren an und wusste dies in ein Spannungsverhältnis zu seinem exotischen Aussehen und seinem slawisch klingenden Namen zu setzen. Dass er von Natur aus lispelte, wurde nicht als störend empfunden, sondern verstärkte zusätzlich den Reiz des Außergewöhnlichen.
Karloff wurde zu einem gefragten Typendarsteller seines Hausstudios Universal. Seine erste Rolle in einem Tonfilm – noch im aufwendigen Nadeltonverfahren – war 1929 die des Schurken Scarface Macklin in King of the Kongo unter der Regie von Richard Thorpe. Seinen ersten „richtigen“ Tonfilm im Lichttonverfahren drehte er im selben Jahr unter der Regie von Lionel Barrymore: In The Unholy Night spielte er die Rolle des Abdoul Mohamed Bey.

### Die 1930er-Jahre

#### Durchbruch als Schauspieler in gesellschaftskritischen Filmen
Seinen Durchbruch als Schauspieler hatte Boris Karloff Anfang der 1930er Jahre. In dieser Zeit versuchte er, sein weitgehend festgelegtes Rollenfach als schurkischer Exot und Außenseiter zu durchbrechen, und übernahm Charakterrollen in gesellschaftskritischen Gesellschaftsdramen und Kriminalfilmen, die Anfang der 1930er Jahre in Mode kamen. Inwieweit er selber Einfluss auf die Rollenauswahl hatte, bleibt fraglich, da er noch kein berühmter Star war. Daneben wurde er auch an andere Studios „ausgeliehen“, etwa an Metro-Goldwyn-Mayer und Columbia Pictures. 
Karloffs erster größerer Hollywood-Erfolg in einer anspruchsvollen Nebenrolle war 1931 das Gefängnisdrama Das Strafgesetzbuch unter der Regie von Howard Hawks. Als zum Mörder an einem Mitgefangenen schuldig werdender Gefängnisinsasse agierte er neben Walter Huston als Gefängnisdirektor in einer sozialkritischen Filmstudie über die Kraft des Gesetzes, den Gefängnisalltag und Verbrecherehre. Im gleichen Jahr drehte Karloff noch weitere dem Realismus verpflichtete Filme in für ihn ungewöhnlichen Rollen: In Spätausgabe (Regie: Mervyn LeRoy), einem Reporterfilm um Verantwortung und Freiheit der Presse, war er neben dem Star des Films, Edward G. Robinson, der undurchsichtige Reverend Vernon T. Isopod. In The Guilty Generation (Regie: Rowland V. Lee), einer Art Romeo-und-Julia-Adaption im Mafia-Milieu, verkörperte Karloff den zwischen Familienehre und Liebe zu seinem Kind stehenden Gangsterboss Tony Ricca.

#### Frankensteins Monster

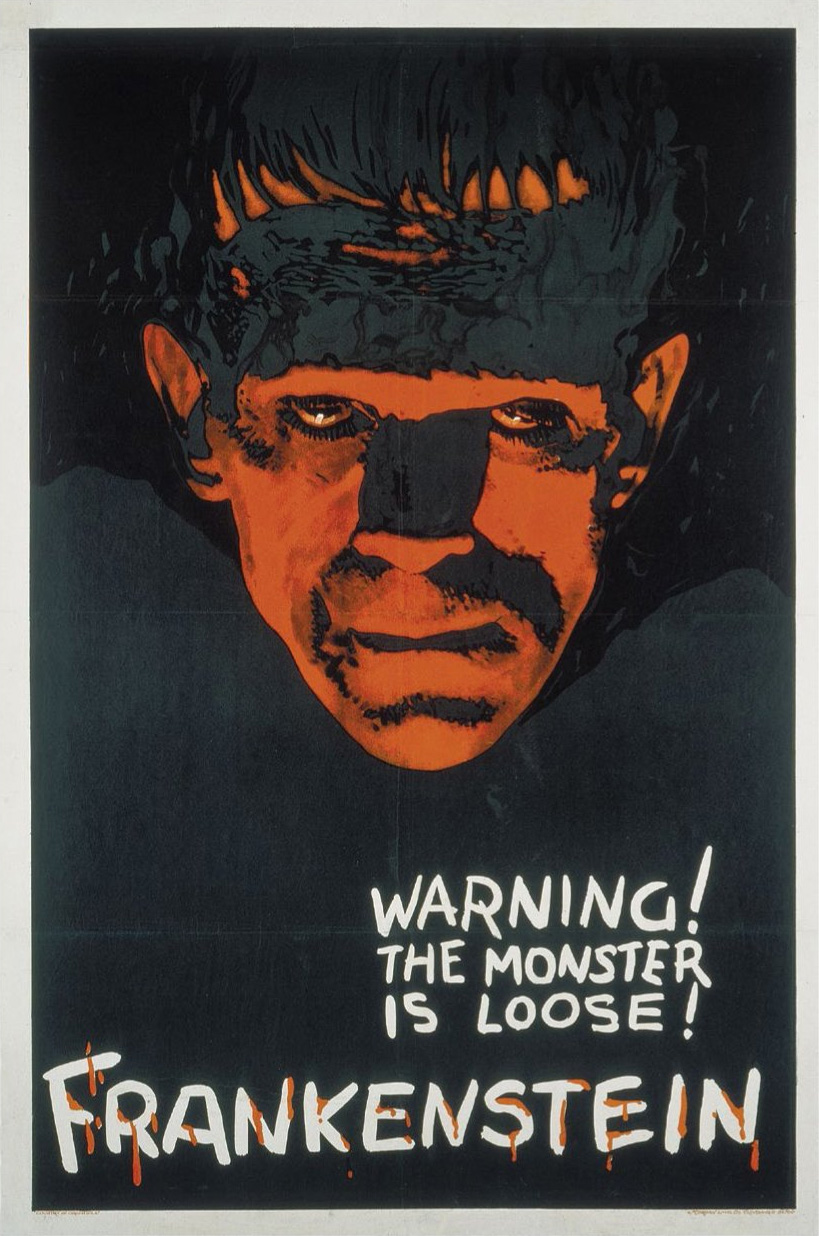
Teaser-Poster zu dem Film Frankenstein (1931) mit Karloff als Frankensteins Monster

Inzwischen war Carl Laemmle, Studioboss von Universal, auf den Schauspieler Boris Karloff aufmerksam gemacht worden. Er bot ihm die Rolle des namenlosen und stummen Monsters in einer geplanten Verfilmung von Frankenstein, dem berühmten Horrorklassiker von Mary Shelley, an, die sein Sohn Carl Laemmle, Jr. produzieren wollte. Für die Rolle hatte Laemmle senior eigentlich Bela Lugosi, den aus Ungarn stammenden Star des im selben Jahr kurz zuvor gedrehten Horrorfilms Dracula, vorgesehen. Dieser lehnte die Rolle aber ab, da er glaubte, mit der Rolle des sprachlosen Monsters unterfordert zu sein.
Karloff, der nach eigener Aussage seine Filmarbeit vorrangig als Beruf und nicht als Berufung ansah, übernahm die ihm angebotene Rolle bedenkenlos. Dem wie Karloff aus Großbritannien stammenden Regisseur James Whale war sein Landsmann zuvor bei Dreharbeiten auf dem Universal-Studiogelände für den Reporterfilm Graft (1931) aufgefallen. Später sichteten er und Carl Laemmle, Jr. Karloffs Filmmaterial und fanden so den „Monster-Darsteller“ für ihr aktuelles Projekt. Whale erzählte später, ihm seien zuerst Karloffs traurige Augen aufgefallen; die ideale Voraussetzung, um Frankensteins Kreatur, wie von Whale beabsichtigt, mit menschlich anrührenden Zügen auszustatten.
Der Frankenstein-Film wurde zu einem großen finanziellen Erfolg für Universal und das von Karloff verkörperte Monster wurde zu einer Ikone der Populärkultur. Der bis dahin trotz bereits über 70 gedrehter Filme in der Öffentlichkeit eher unbekannt gebliebene Schauspieler wurde durch diesen über Nacht berühmt. Die Figur des traurigen, stummen Monsters blieb im Gedächtnis des Kinopublikums bis heute mit seinem Namen untrennbar verbunden. Dass Karloff im Vorspann von Frankenstein nicht namentlich genannt wurde, sondern lediglich als „?“ geführt wurde, sorgte zusätzlich für eine geheimnisvolle Aura und nährte Spekulationen über das „Wesen“ hinter der Maske; im Abspann wurde er dann namentlich neben seiner Rolle aufgeführt.

#### Narbengesicht,Die Mumie,Dr. Fu-Manchuund andere Filme
Aufgrund von Verpflichtungen aus alten Verträgen aus der Zeit vor Frankenstein war Karloff gezwungen, vorerst weitere unbedeutende Rollen zu übernehmen. In seinem nächsten Film noch im gleichen Jahr, der MGM-Screwball-Komödie Tonight or Never unter der Regie von Mervyn LeRoy, spielte er neben Stars wie Gloria Swanson und Melvyn Douglas deshalb wieder einen einfachen Kellner. Allein 1932 drehte Karloff neun Filme in Neben- und Hauptrollen. Zu seinen bekanntesten dieses Jahres, die nicht dem Horrorfilm-Genre zuzurechnen sind, gehört der Gangsterfilm Narbengesicht von Howard Hawks. Neben Paul Muni und George Raft gibt Karloff den schweigsamen Gangster Gaffney. Berühmt ist die Szene, in der Scarface (Muni) Gaffney auf der Bowlingbahn liquidiert. In zwei weiteren Kriminalfilmen spielte Karloff einen zwielichtigen Restaurant- bzw. einen Nachtclubbesitzer mit Beziehungen zur Mafia: Weder Spiel am Abgrund (1932, Regie: Norman Z. McLeod) noch Night World (1932, Regie: Hobart Henley) wurden finanzielle Erfolge. 

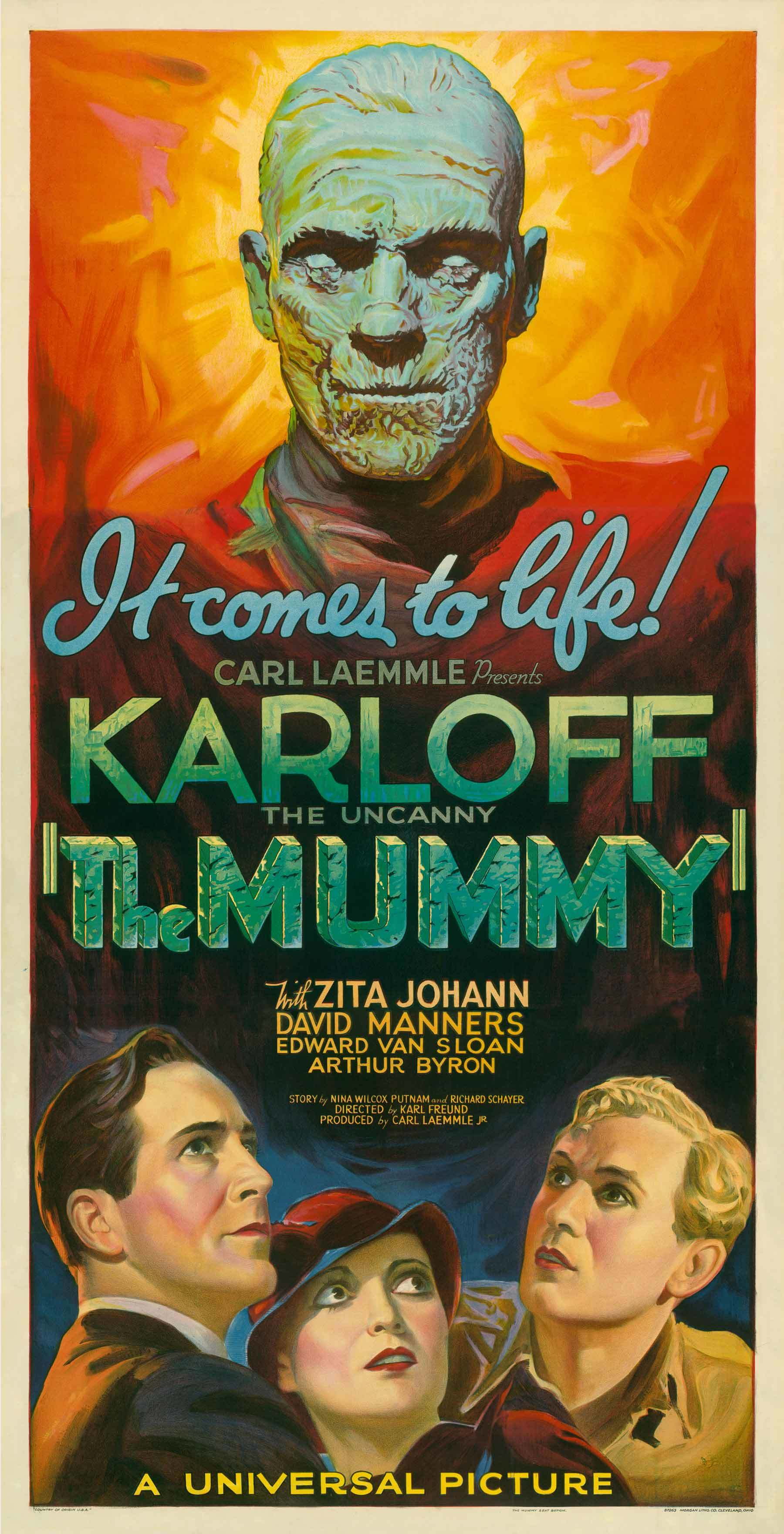
Filmplakat zu Die Mumie (1932)

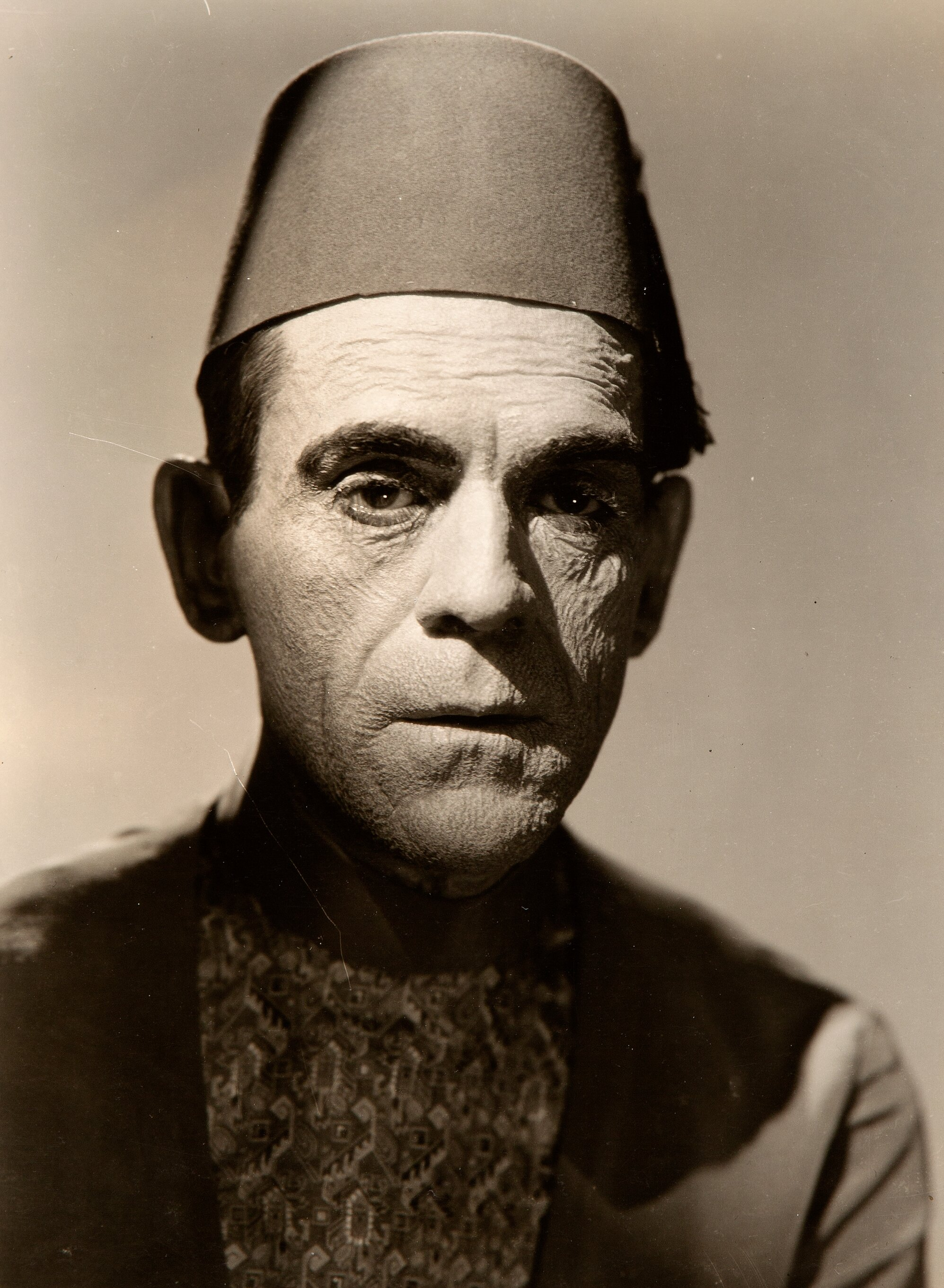
Karloff als Ardeth Bay in Die Mumie (1932)

Im gleichen Jahr etablierte sich Karloff mit der Rolle des untoten Im-ho-tep (Imhotep) in Die Mumie im US-amerikanischen Horrorkino der 1930er-Jahre unter der Regie von Karl Freund. Durch den Erfolg als Frankensteins Monster war Boris Karloff so einschlägig bekannt geworden, dass Universal ihn nicht mehr mit seinem vollen Künstlernamen, sondern als „Karloff the Uncanny“ („Karloff, der Unheimliche“) ankündigte und so auf Filmplakaten für Die Mumie warb. Maske und Make-up waren für ihn in diesem Film noch aufwendiger als in Frankenstein: Acht Stunden Vorbereitung brauchte Maskenbildner Pierce, bis der Schauspieler vor die Kamera treten konnte. Vor allem die Prozedur beim Auftrag der wie zerbröckelndes Pergament wirkenden Gesichtspartie soll, so Karloff, äußerst schmerzhaft für ihn gewesen sein.

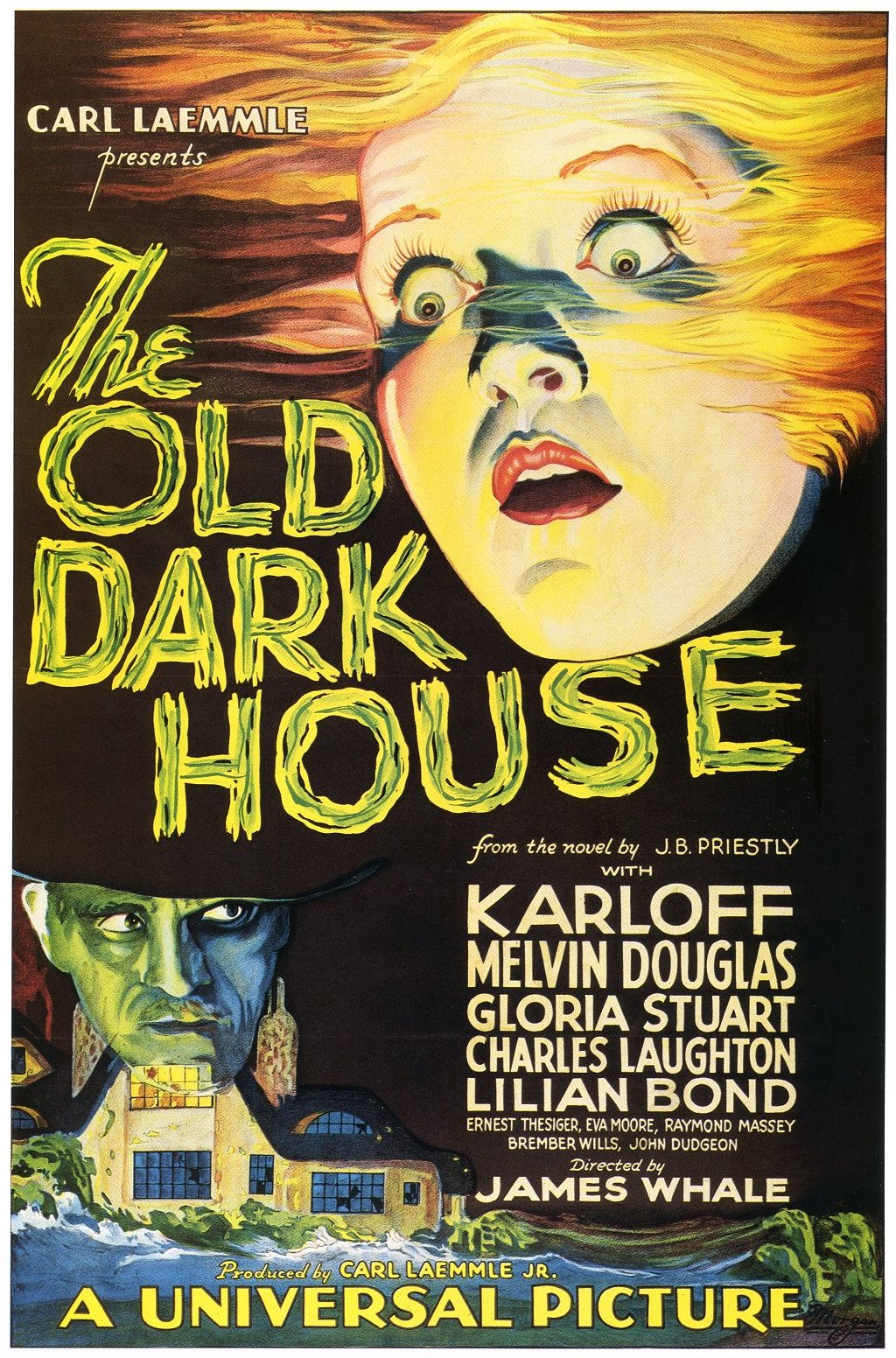
Filmplakat zu Das Haus des Grauens (1932)

1932 arbeitete Boris Karloff erneut mit Regisseur James Whale zusammen und spielte in Das Haus des Grauens die Hauptrolle. Als Diener einer vornehmen Familie und als verlorener Sohn einer geisteskranken Sippe läuft Karloff im elterlichen Heim Amok und mutiert zum rasenden Pyromanen. Noch im gleichen Jahr schlüpfte er für das Filmstudio MGM in Die Maske des Fu-Manchu (Regie: Charles Brabin) in die Titelrolle. Er spielte darin einen schurkischen Asiaten, der die Weltherrschaft anstrebt. Asiaten sollte Boris Karloff in den späten 1930er und frühen 1940er Jahren noch häufiger spielen – allerdings wieder in B-Filmen: In Der gelbe Herrscher (1937, Regie: James Farrow) mimte er 1937 einen chinesischen General und ab 1938 für das kleine, unabhängige Low-Budget-Studio Monogram Pictures fünf Mal den Detektiv Mr. Wong, eine Art Charlie Chan nach einer seinerzeit in den USA populären Heftroman-Reihe, jeweils unter der Regie von William Nigh. Im Charlie-Chan-Film Mord im Opernhaus (Regie: H. Bruce Humberstone) spielte der Schauspieler einen mysteriösen Opernsänger mit Gedächtnisschwund.
1933 war Karloff in seine britische Heimat zurückgekehrt, um noch einmal einen Horrorfilm mit einer altägyptischen Thematik zu drehen: The Ghoul. Er spielte darin Professor Morlant, einen von seinem Forschungsgebiet besessenen Ägyptologen, der nach seinem Ableben zum Untoten wird.
Auch zwei für ihn eher untypische Filme mit politischer Aussage drehte Karloff in dieser Dekade: In John Fords Die letzte Patrouille (1934) ist er einer von zwölf in einer Oase eingeschlossenen britischen Soldaten, die während des Ersten Weltkriegs gegen angreifende Araber und die Wüstenhitze kämpfen. In der Schlussszene schleppt Karloff, dem religiösen Wahn verfallen, zu der pathetischen Musik von Max Steiner ein großes Kreuz durch den glühend heißen Wüstensand. In der Filmbiografie Die Rothschilds (1934, Regie: Alfred L. Werker) verkörperte er Graf Ledrantz, den antisemitischen Gesandten Preußens in London zur Zeit der Napoleonischen Kriege.

#### Frankensteins Braut

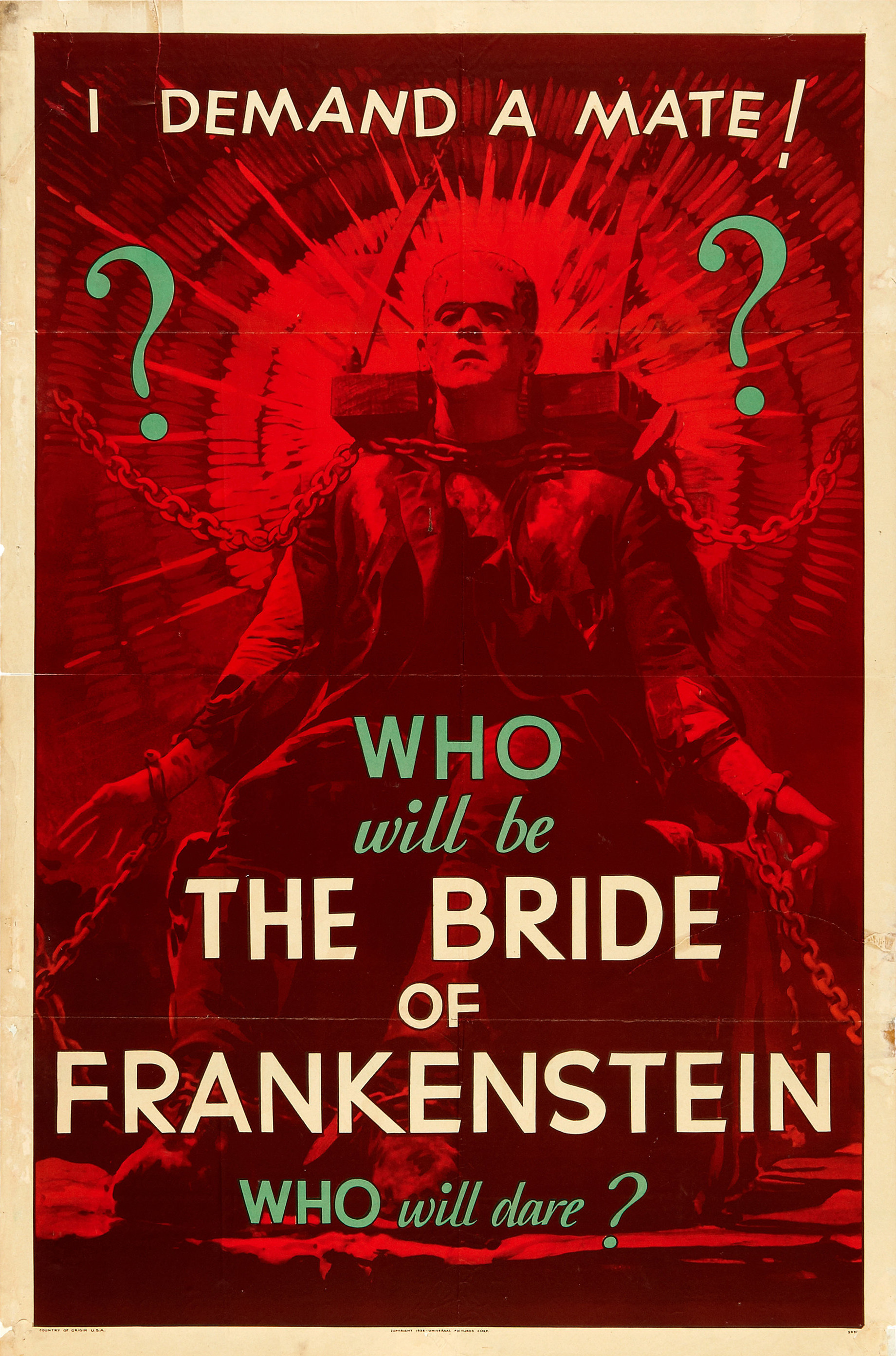
Teaser-Poster zu Frankensteins Braut (1931) mit Karloff als Frankensteins Monster

1935 stand Karloff unter der Regie von James Whale ein zweites Mal als Frankensteins Monster vor der Kamera. Frankensteins Braut mit Elsa Lanchester in der Titelrolle wird in Nachschlagewerken als bester Frankenstein-Film des Horrorfilmgenres überhaupt und als einer der Höhepunkte in Boris Karloffs Schaffen bezeichnet. Er gilt darüber hinaus als einer der besten Filme des Hollywood-Kinos der 1930er Jahre. James Whale hatte durch seine finanziellen Erfolge für Universal mehr Freiheiten bei der Regie erhalten und konnte eigene Ideen gegen die gefürchteten Interventionen des Studiobosses Laemmle durchsetzen.
Anders als im ersten Frankenstein-Film hat das Monster auch einige Dialogzeilen und verliebt sich in eine eigens für ihn geschaffene Gefährtin. Auch diesmal gelang es dem Schauspieler, durch ein beredtes Mienenspiel trotz entstellender Maske, sparsam gesetzte Gesten und eine anrührende Deutung des von Menschenhand geschaffenen Monsters als tragisch Liebenden seine Rolle menschlich zu gestalten. Maskenbildner Pierce hatte die Monster-Erscheinung bewusst weniger verfremdend gestaltet und die realen Züge von Karloffs Gesicht stärker durchscheinen lassen. Mit humorvollen Seitenhieben auf das Genre des Horrorfilms wurde nicht gespart: So versucht Karloff bzw. das Monster in einer Szene wenig erfolgreich, eine Zigarette zu rauchen. Auch dieser Film wurde ein großer Erfolg und festigte Karloffs Ruhm als Film-Monster.

#### Die schwarze Katze,Der Rabeund Rollen als „Doctor Maniac“
Die 1930er Jahre gelten rückblickend als die künstlerisch fruchtbarsten des Schauspielers Boris Karloff. Fünfmal stand er in dieser Zeit mit Bela Lugosi vor der Kamera: In Die schwarze Katze – sehr frei nach Motiven von Edgar Allan Poe – spielte er 1934 unter der Regie von Edgar G. Ulmer vor ungarischer Kulisse einen mordlüsternen Architekten und Satanspriester und Lugosi einen Schach spielenden Edelmann mit einer Katzenphobie. Der in nur 15 Tagen abgedrehte Low-Budget-Film wurde für Universal zum Kassenschlager des Jahres, fiel aber bei der zeitgenössischen Filmkritik vor allem wegen des kruden Drehbuchs durch. Inzwischen gilt der Film wegen seiner expressionistischen Ausdrucksmittel als ein typisches Werk im Schaffen Ulmers.

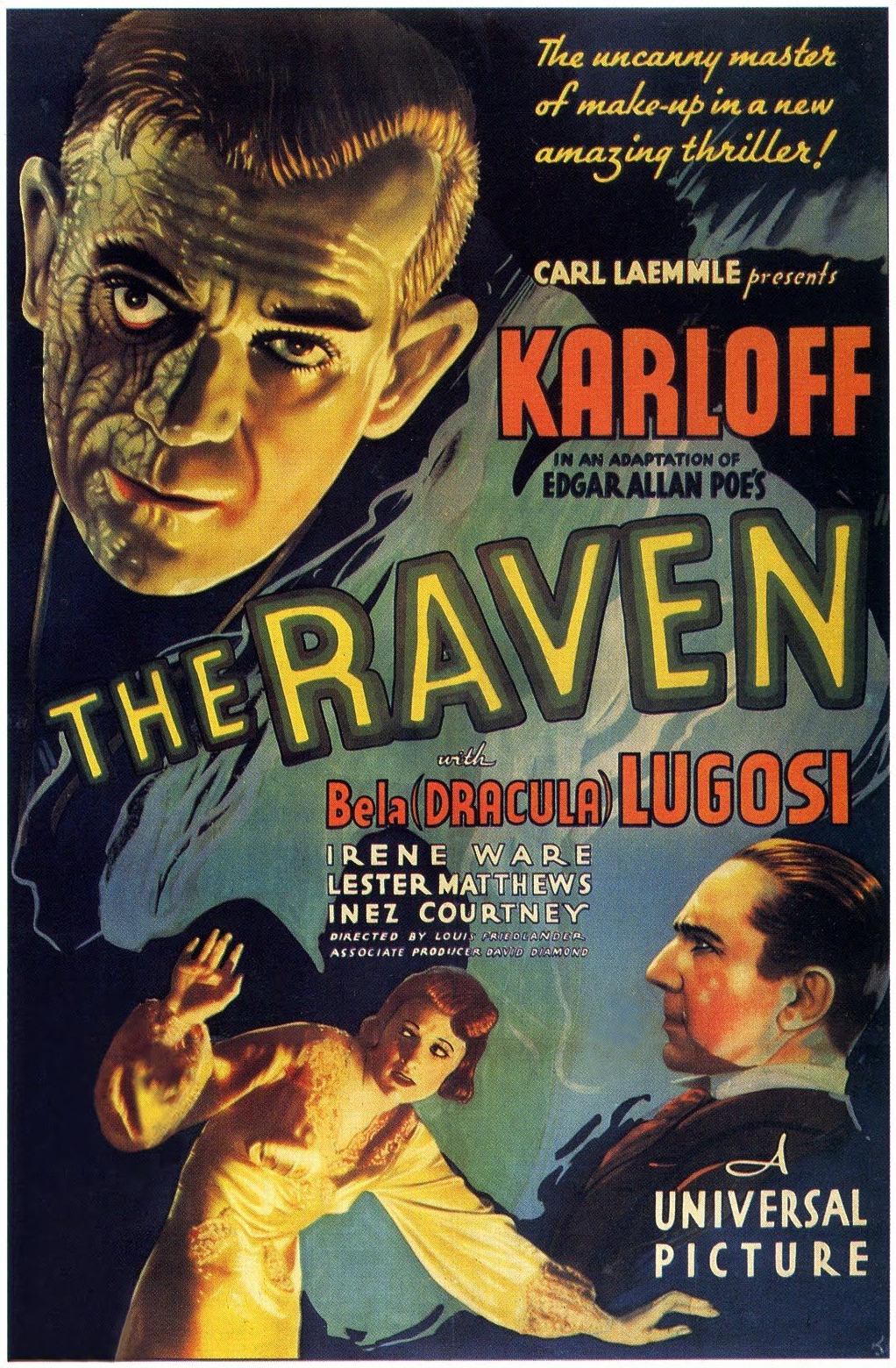
Filmplakat zu Der Rabe (1935)

In dem im selben Jahr produzierten Film Gift of Gab (Regie: Karl Freund) haben beide Horrorstars unangekündigte Kurzauftritte, sogenannte Cameos: Lugosi als Tangotänzer und Karloff als Phantom. Die weibliche Hauptrolle in dieser temporeichen Burleske mit viel Musik spielte die damals 24-jährige Gloria Stuart. Eine größere Aufgabe hatten Lugosi und Karloff in dem Film Der Rabe zu bewältigen, von Regisseur Lew Landers auch diesmal sehr frei nach Motiven von E. A. Poe für Universal gedreht. Filmkritikern gilt dieser sehr düstere Film um einen verrückten Neurochirurgen und Poe-Enthusiasten (Lugosi) und seinen willigen Gehilfen, einen gesuchten Verbrecher (Karloff), als der einzige der in den 1930er Jahren von Universal produzierten Horrorfilme ohne jeden Anflug von Humor. Lugosi beherrscht verbissen und raumgreifend die Leinwand, Karloff assistiert ihm mit der von ihm bekannten zurückhaltenden Ausdrucksweise. Der manisch agierende Ungar und der sich eher durch Untertreibung auszeichnende Brite ergänzten einander dabei wieder ideal. Der Film bekam allerdings Probleme mit den Zensurbehörden wegen angeblich homoerotischer Anflüge und sado-masochistischer Szenen im hauseigenen Folterkeller und wurde in Großbritannien verboten.

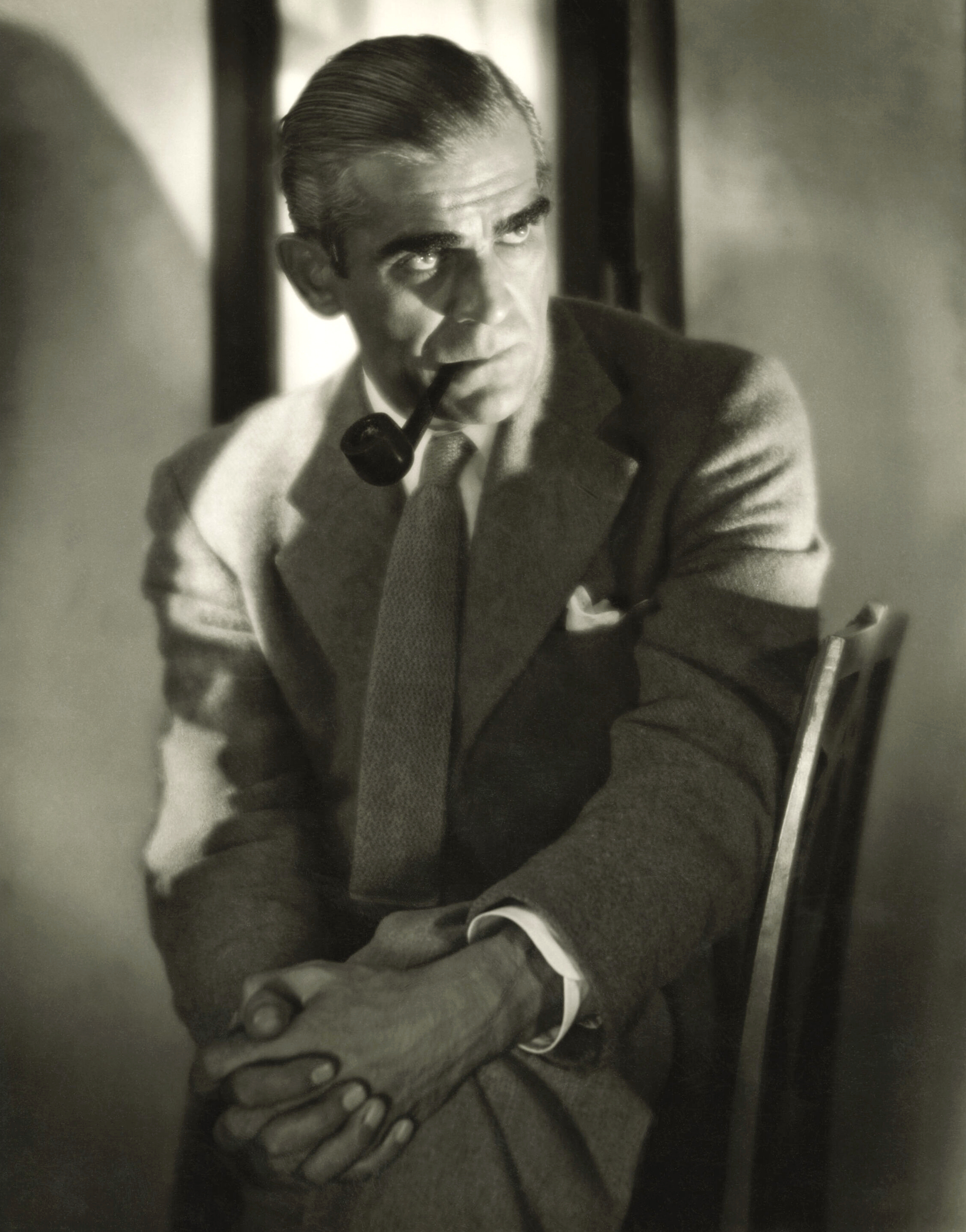
Boris Karloff (1935)

1936 standen die beiden Darsteller noch einmal gemeinsam vor der Kamera: In Tödliche Strahlen (Regie: Lambert Hillyer) übernahmen sie die Hauptrollen als zwei zwielichtige Wissenschaftler in einem Mystery-Film um geheimnisvolle Strahlen aus dem Weltall. Der dämonische Naturwissenschaftler bzw. Arzt war in diesen Jahren ein von Boris Karloff mehrfach bedientes Rollenklischee: So ist er in dem in Großbritannien hergestellten B-Film Der Mann, der sein Gehirn austauschte (1936, Regie: Robert Stevenson) ein besessener, buchstäblich über Leichen gehender Chirurg; Filmpartner waren Anna Lee, John Loder und Cecil Parker. Auf Werbeplakaten zu diesem Film wurde Karloff als Dr. Maniac („Der verrückte Doktor“) präsentiert. In Der wandelnde Leichnam (1936, Regie: Michael Curtiz) war er dagegen nicht dämonischer Täter, sondern ein Opfer medizinischer Experimente: Unschuldig gehenkt und anschließend von einem Arzt (Edmund Gwenn) wiederbelebt, mutiert er zu einem „untoten“ Killer.
In dem 1939 kurz vor Ausbruch des Zweiten Weltkriegs veröffentlichten Film Die Teufelsinsel (Regie: William Clemens) stand er einmal auf der Seite der Guten: Als französischer Arzt Dr. Gaudet kämpfte Karloff gegen die unmenschlichen Bedingungen in einer französischen Strafkolonie. Der Film wurde in Frankreich verboten, wo eine Zeit lang sämtliche Filme des produzierenden Studios Warner Bros. auf den Index gesetzt wurden.

#### Frankensteins Sohnund das Ende der klassischen Horrorfilm-Ära
Ein dritter und letzter Film aus der Frankenstein-Reihe mit Boris Karloff wurde 1939 gedreht: Frankensteins Sohn (Regie: Rowland V. Lee). Bela Lugosi spielt – bucklig, bärtig und zerzaust – den verschlagenen Ygor: Er erweckt das Monster aus dem Koma und wird dessen bester Freund. Der Film gilt von der Inszenierung und vom Drehbuch her als der schwächste der drei Frankenstein-Filme mit Karloff. Gelobt wurden von Filmkritikern neben Bela Lugosis Spiel vor allem die Kameraführung, der souveräne Einsatz von Licht und Schatten und die Bauten des alteuropäisch-düsteren Szenenbilds. Karloff als Monster agiert, da dieses sich zunächst im Koma befindet, über weite Strecken des Films regungslos und ist – anders als in Frankensteins Braut – wieder durchgehend stumm. Im letzten Drittel agiert er nach der Wiedererweckung durch Ygor (Lugosi) in gewohnter Manier.
Der Film stand unter keinem guten Stern: Universal war an neue Besitzer verkauft worden, Regisseur James Whale stand nicht mehr zur Verfügung und Dr.-Frankenstein-Darsteller Colin Clive war zwei Jahre zuvor an den Folgen seiner Alkoholsucht gestorben. Die Rolle des Frankenstein bzw. von dessen Sohn Wolf übernahm Basil Rathbone, bekannt für die Verkörperung des „eleganten Schurken“. Lionel Atwill, Chargenspieler u. a. für Kriminalermittler, spielte einen Polizeiinspektor mit Holzhand, der Frankenstein und Co. das Handwerk legen soll. Doch selbst die Riege dieser solide agierenden Schauspieler konnte den Film nicht retten – er fiel bei Publikum und Kritik durch.
Frankensteins Sohn war Karloffs letzter Film in der Rolle des Frankenstein-Monsters. Danach war er nicht bereit, noch einen vierten Frankenstein-Film zu drehen. Einmal allerdings sollte er – sieben Jahre vor seinem Tod – seinem Vorsatz untreu werden: In der Halloween-Episode Lizard’s Leg and Owlet’s Wing der Serie Route 66 trat er 1962 in seinem alten Kostüm auf; die Episode ist bis heute in den USA populär und wird regelmäßig in der Halloween-Zeit im Fernsehen ausgestrahlt. In den weiteren Fortsetzungsfilmen der Frankenstein-Reihe waren in der Rolle des Monsters zunächst Lon Chaney jun., dann Bela Lugosi und danach mehrere Male Glenn Strange zu sehen.
Während der Dreharbeiten zu diesem Film wurde an Karloffs 51. Geburtstag, am 23. November 1938, sein einziges Kind – Tochter Sara Jane geboren; die Mutter war seine vierte Ehefrau Dorothy Stine, eine Mitarbeiterin der Stadtbibliothek von Los Angeles.
Unter Roland V. Lee sollte Karloff auch seinen letzten Film in dieser Dekade drehen: Der Henker von London (1939). In diesem allegorischen Kostüm-Horrorfilm frei nach Motiven von William Shakespeare spielte er den Tod persönlich – verkörpert in der menschlichen Gestalt eines Henkers; Filmpartner war erneut Basil Rathbone. Filmhistoriker deuten Karloffs Rolle als eine verschlüsselte Anspielung auf Adolf Hitler.
Mit der Dekade der 1930er Jahre und dem beginnenden Zweiten Weltkrieg ging in Hollywood auch die Zeit der Horrorfilme um Monster, Vampire und Mumien in alteuropäischen Kulissen allmählich zu Ende. Die realen Schrecken der Zeit verlangten nach anderen, realistischeren Plots, auch im Unterhaltungskino. Boris Karloff verlegte sich in den kommenden Jahren vornehmlich auf die Darstellung verrückter Wissenschaftler und psychisch gestörter, verbrecherischer Intellektueller; zumeist in B-Filmen.

#### Radioarbeit: Lesungen und Mystery-Hörspiele
Ab Ende der 1930er Jahre war Boris Karloffs Stimme in öffentlichen und kommerziellen US-amerikanischen Radiosendern regelmäßig präsent. Er trug in bis zu einstündigen Lesungen zur besten Sendezeit Geschichten von Edgar Allan Poe, Rudyard Kipling und Charles Dickens bei CBS, NBC, ABC und anderen Sendern vor. Außerdem übernahm er regelmäßig Sprechrollen in 30-minütigen Mystery-Reihen wie Lights Out auf NBC, saß im Rateteam von Radio-Quizshows und nahm an Talkshowrunden teil, um neue Filme zu vermarkten. Seine ausdrucksstarke Stimme war von 1938 bis zu seinem Tod ein fester Bestandteil des US-amerikanischen Radios.

### Die 1940er-Jahre

#### Von „Mad-Doctor“-Filmen zuDer Leichendiebund anderen Filmen

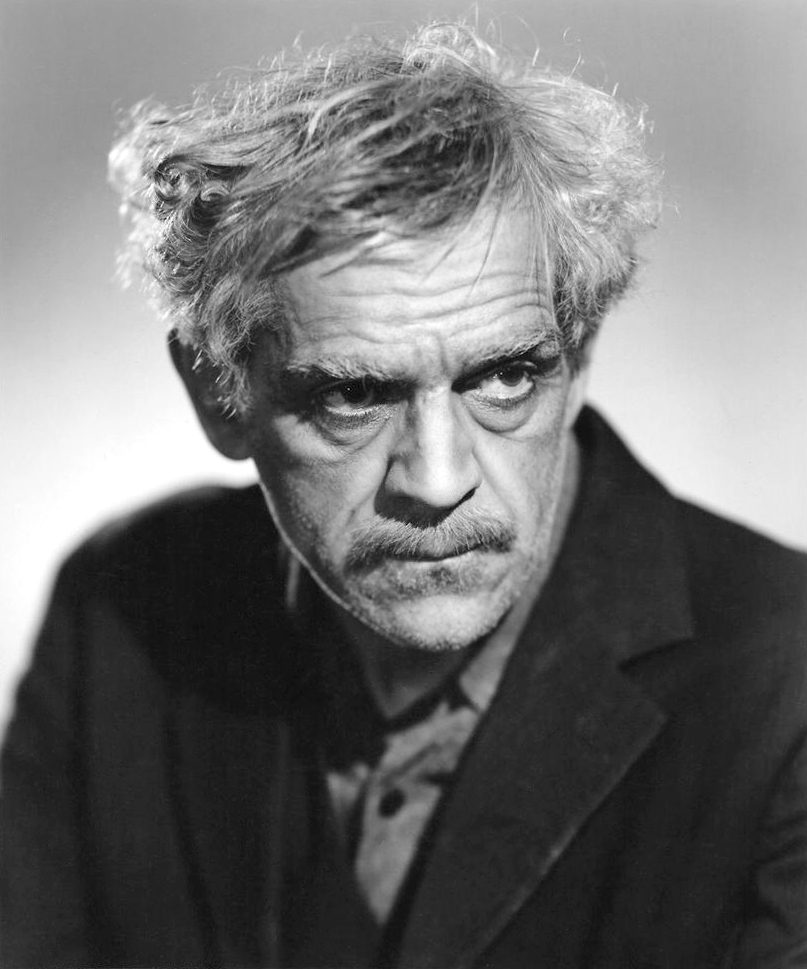
Karloff in Columbias The Devil Commands (1941)

In den 1940er und 1950er Jahren drehte Karloff eine große Anzahl heute zumeist vergessener Filme. Vor allem während der Zeit des Zweiten Weltkriegs war er oft in Rollen als wahnsinniger Professor, der eine Art „Übermensch“ erschaffen will, zu sehen. Vorwiegend entstanden diese Filme bei Columbia Pictures. Anders als die sehr gewaltbetonten, düsteren „mad-maniac“-Filme der 1930er Jahre sind diese sogenannten „mad doctor movies“ mit ihrem makabren Humor eher dem Genre der Schwarzen Komödie zuzurechnen. Was zu Frankenstein-Zeiten als Bedrohung in der Luft lag, war nach 1939 für alle Welt und auch in Hollywood sichtbar Wirklichkeit geworden; dem realen Schrecken begegnete man im US-amerikanischen Kino, zumindest im B-Film, mit Galgenhumor.
Ein Beispiel dafür ist der 1942 entstandene Film The Boogie Man Will Get You (Regie: Lew Landers). In diesem Film bringen Boris Karloff und Peter Lorre als verrückte Wissenschaftler im Keller einer Pension in Neuengland reihenweise Pensionsgäste zu medizinischen Zwecken um, ohne dass die naiven Besitzer davon etwas merken. Lorre, der seine Auftritte in Horrorfilmen stets mit einer Prise schrägen Humors versah, sowie Karloff mit gewohnt britischem Understatement, zeigen hier ihre komischen Seiten. Die absurde Filmgroteske ist voller Anspielungen auf die gleichzeitig am New Yorker Broadway mit Erfolg laufende Kriminalkomödie Arsen und Spitzenhäubchen, in der Karloff den Jonathan Brewster gab; Lorre hatte ein Jahr zuvor im gleichnamigen Film von Warner Bros. den Dr. Einstein gespielt.
Mit Bela Lugosi hatte Karloff bereits 1940 den Film You’ll Find Out, Alternativtitel Here Come the Boogie Men, gedreht. Produziert wurde der Film von RKO, in den 1940er Jahren unter dem Chefproduzenten Val Lewton das führende Studio für Horror- und Mystery-Filme. Die beiden Horrorstars trieben unter der Regie von David Butler makabre, mit viel Musik garnierte Späße um einen zwielichtigen Richter (Karloff) und einen verrückten Geisterbeschwörer (Lugosi) – assistiert von Peter Lorre als intellektuellem Psychologen. Der als Mystery-Komödie angelegte Film kam beim Publikum nicht sonderlich gut an: Karloff und Lugosi traten in keiner Szene gemeinsam auf und konnten ihre schauspielerischen Trümpfe als sich ergänzende Filmpartner nicht voll ausspielen.
Nur einmal war Boris Karloff in dieser Zeit in einem Film zu sehen, der auf die Kriegsereignisse in Europa Bezug nahm: In British Intelligence (1940) war er ein in Großbritannien als Butler getarnt operierender deutscher Spion im Ersten Weltkrieg. In kleinen Nebenrollen agierten einige aus Nazi-Deutschland emigrierte, heute inzwischen vergessene Schauspieler vor allem als deutsche Offiziere.
Universal betrieb 1944 endgültig den Kehraus seiner Monster und der Horrorfiguren klassischen Zuschnitts: In Frankensteins Haus (Regie: Erle C. Kenton) nach einer Erzählung von Curt Siodmak stellte Karloff als wahnsinniger Professor Niemann die alten Helden des Horrorfilms wie den Werwolf und Dracula als gruselige Witzfiguren im Panoptikum aus, assistiert von Lon Chaney, Jr., John Carradine (als Dracula) und Lionel Atwill. In Karloffs alte Rolle als Frankensteins Monster schlüpfte Glenn Strange.
Nur wenige der in den 1940er Jahren mit Boris Karloff entstandenen Filme wurden in Farbe gedreht, obwohl das Technicolor-Verfahren bereits seit Mitte der 1930er Jahre in Hollywood zunehmend Verwendung fand. Noch bis Ende der 1950er Jahre waren vor allem seine Horrorfilme in Schwarzweiß, was der intendierten morbiden Stimmung dieser Werke entgegenkam. Der erste, wenig erfolgreiche Farbfilm mit Karloff aus dieser Zeit war 1944 The Climax (Regie: George Waggner) mit dem türkischstämmigen Hollywoodstar Turhan Bey als Gegenspieler Karloffs. In diesem im Wiener Opernmilieu spielenden Thriller spielte Karloff eine elegante Frack-Rolle als ein aus Eifersucht mordender Arzt.
Aus der Fülle der zumeist im B-Bereich angesiedelten Filme dieser Karloff-Dekade ragt vor allem der 1945 von RKO in Schwarzweiß nach einer Erzählung von Robert Louis Stevenson produzierte Film Der Leichendieb (Regie: Robert Wise) heraus. In dieser im Schottland des 19. Jahrhunderts angesiedelten düsteren Geschichte um medizinische Experimente an frisch Verstorbenen spielte Karloff den verschlagenen, im Laufe des Films zum Mörder werdenden Leichendieb Gray, der skrupellose Operateure und Pathologen mit frischem „Nachschub“ versorgt. Filmpartner war ein weiteres Mal Bela Lugosi, diesmal nur in einer Nebenrolle als tumber Hausbesorger Joseph. Am Schluss tötet Gray (Karloff) den betrunkenen Joseph, indem er ihn mit bloßer Hand erstickt; es war der letzte gemeinsame Filmauftritt der beiden Horrorfilmstars.
Zwei weitere Filme aus der RKO-Horror-Schmiede dieser Zeit mit Karloff in der Hauptrolle sind Die Todesinsel (1945) und Bedlam (1945), jeweils unter der Regie von Mark Robson. Im ersten Film, angesiedelt in der Zeit der Balkankriege 1912–1913, spielte Karloff einen griechischen General, Kopf einer auf einer einsamen Insel gestrandeten Gruppe von Flüchtlingen. Filmpartner waren u. a. Ellen Drew und der aus Deutschland emigrierte Ernst Deutsch. In dem düsteren, atmosphärisch sehr dichten Film, der neben den Schrecken des Krieges auch die Folgen einer isoliert lebenden Zwangsgemeinschaft für die menschliche Psyche thematisiert, agierte Karloff als ein allmählich dem Wahnsinn verfallender Nikolas Pherides; diesmal nicht bösartiger Täter, sondern bemitleidenswertes Opfer.
In Bedlam hingegen, einem Mystery-Drama um das bis in die 1930er Jahre hinein real existierende Londoner Irrenhaus gleichen Namens, verkörperte er wie gewohnt u. a. neben Anna Lee einen sadistisch veranlagten Anstaltsleiter. Der Schwarzweißfilm zeichnet ein trostloses Bild der Zustände in britischen psychiatrischen Anstalten früherer Zeit.

#### Nebenrollen,Abbott-und-Costello-Filme und dieChinesische Nachtigall
Eine Hauptrolle war für Boris Karloff in dem 1947 herausgebrachten Film Angelockt unter der Regie von Douglas Sirk nicht vorgesehen: Seinen Fünf-Minuten-Auftritt als exzentrischer Modeschöpfer neben Stars wie Lucille Ball, George Sanders und Charles Coburn gestaltete er jedoch nach Meinung der Filmkritik als kleines Kabinettstück der Schauspielkunst.
Gegen Ende der 1940er Jahre sah das Publikum Karloff nur selten auf der Leinwand. Zwar spielte er auch weiterhin neben großen Stars und unter bekannten Regisseuren, aber in unbedeutenden, nur sehr kleinen Rollen. Zweimal verkörperte er in dieser Zeit die Rolle eines Indianerhäuptlings: 1947 in dem Abenteuerfilm Die Unbesiegten mit Gary Cooper und Paulette Goddard (Regie: Cecil B. DeMille) sowie 1948 unter der Regie von George Marshall in Tal der Leidenschaften neben Van Heflin, Susan Hayward und Julie London; beide Filme wurden dem Genre angemessen in Farbe gedreht.
Einen beruflichen Tiefpunkt seiner Filmkarriere erlebte Boris Karloff in den späten 1940er und den 1950er Jahren. Nach eigener Einschätzung und nach Meinung von Filmhistorikern gehören die Klamaukfilme mit den Komikern Bud Abbott und Lou Costello wie Abbott und Costello Meet the Killer, Boris Karloff (1949, Regie: Charles Barton) mit zum Schlechtesten, was er in jener Zeit drehte. Ebenso wie zuvor bereits Bela Lugosi und Lon Chaney, Jr. sollte der alternde Horrorstar durch seinen Auftritt in einem dieser seinerzeit sehr erfolgreichen Filme den beiden Komikern eine höhere Attraktivität beim Publikum verleihen. In Abbott und Costello Meet the Killer, Boris Karloff spielte er einen schurkenhaften Inder mit Turban. Vier Jahre später wirkte Karloff in einem weiteren Film dieser Reihe, Abbott and Costello Meet Dr. Jekyll and Mr. Hyde (1953, Regie: Charles Lamont), mit. Filmhistoriker erwähnen diese Filme mit Karloff meist nur am Rande. Inzwischen gibt es allerdings wieder Liebhaber des Trash-Genres, die diese Filme wegen der witzigen Dialoge und der überdrehten Veralberung des Horrorfilm-Genres besonders schätzen.
Am Ende der Dekade stand eine filmhistorische Rarität: In der für den US-amerikanischen Markt entstandenen englischsprachigen Synchronisation des tschechoslowakischen Puppenfilms Der Kaiser und die Nachtigall (Cisaruv Slavík, 1949) von Jiří Trnka übernahm Karloff den Part des Erzählers. Der Film basierte auf dem Märchen Des Kaisers Nachtigall von Hans Christian Andersen, und Karloff legte mit seiner gepflegten und überraschend sanften Stimme damit den Grundstock für eine erfolgreiche Arbeit als Synchronsprecher, Vorleser und Erzähler im Radio und auf Schallplatte.
Bereits 1946 war Boris Karloff nach der vierten Scheidung eine fünfte Ehe mit der 16 Jahre jüngeren Engländerin Evelyn Helmore eingegangen. Diese, eine gebürtige Londonerin wie er und Mitarbeiterin von Darryl F. Zanuck, sollte bis zu seinem Tod an seiner Seite bleiben.

#### Erfolg am Broadway mitArsen und Spitzenhäubchen
Einen der größten Erfolge seines Berufslebens erlebte Karloff am New Yorker Broadway – in einer Rolle, die der Theaterautor Joseph Kesselring eigens für ihn geschrieben hatte: In dem 1941 uraufgeführten Stück Arsen und Spitzenhäubchen verkörperte er den gesuchten Massenmörder Jonathan Brewster, der im Hause seiner sanft mordenden Tanten, seines „normalen“ Bruders Mortimer sowie seines harmlos geistesgestörten Bruders Teddy Zuflucht vor der Polizei sucht. Begleitet wird er von Dr. Einstein, einem plastischen Chirurgen mit Alkoholproblemen. Dieser hatte Jonathans Gesicht unter Alkoholeinfluss in das Gesicht von Boris Karloff umgeformt, nachdem er kurz vor der Operation einen Horrorfilm mit Karloff im Kino gesehen hatte.

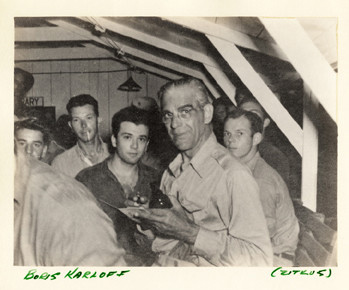
Boris Karloff auf USO-Tournee nach einem Auftritt in Arsen und Spitzenhäubchen (1945)

Das Stück lief mit großem Erfolg drei Jahre lang am Broadway und brachte es auf über 1.400 Vorstellungen. Bereits 1941 war es von Frank Capra mit Cary Grant als Mortimer und Peter Lorre als Dr. Einstein verfilmt worden, durfte allerdings wegen der noch laufenden Theatervorstellungen erst 1944 in die Kinos kommen. Die Rolle des Jonathan verkörperte im Film Raymond Massey, da Karloff für die Dreharbeiten nicht aus seinem Theatervertrag entlassen wurde. Da Karloff die Theaterproduktion auch mit eigenem Geld finanziert hatte, wurde er durch die Tantiemen ein wohlhabender Mann. Die Komödie wurde in den 1940er und 1950er Jahren zu einem der erfolgreichsten Theaterstücke der USA, und Jonathan zur Paraderolle für Charakterschauspieler, die einen Hang zum Dämonischen besaßen: Etwa zur gleichen Zeit wie Karloff übernahm an einer Bühne in Chicago Erich von Stroheim die Rolle; Karloff und Lugosi gingen mit den jeweiligen Theaterproduktionen auf mehrwöchige Tourneen quer durch die USA.
Im Bewusstsein des US-amerikanischen Publikums blieb die Rolle allerdings ähnlich wie Frankensteins Monster bis heute untrennbar mit Boris Karloff verbunden. Dreimal wurde die Kriminalkomödie mit ihm als Jonathan für den Fernsehsender CBS inszeniert: 1949 in der Reihe The Ford Theatre Hour, 1955 in The Best of Broadway mit Peter Lorre als Dr. Einstein und 1962 ein letztes Mal in der Reihe Hallmark Hall of Fame mit Tony Randall als Mortimer. Die Fassung von 1955 gilt davon als die interessanteste, da hier zum einzigen Mal Karloff und Lorre in ihren jeweiligen Rollen aufeinander trafen. Auch mehrere Hörspielfassungen, in denen Karloff die Rolle des Jonathan sprach, entstanden.
Diesen Erfolg konnte Karloff mit Auftritten in zwei weiteren, im Anschluss daran am Broadway aufgeführten Theaterstücken vorerst nicht wiederholen: Sowohl The Linden Tree von John Boynton Priestley (1948) wie auch The Shop at Sly Corner von Edward Percy (1949) wurden nach jeweils nur sieben Vorstellungen abgesetzt.

#### Radioarbeit: Sprechrollen, Quiz, Talk und Comedy
Während der 1940er Jahre konnte Boris Karloff seine Präsenz in dem zu dieser Zeit sehr dominanten Medium Radio weiter ausbauen. Regelmäßig übernahm er Sprechrollen in Horror- und Mystery-Reihen. Besonders populär waren die über viele Jahre von ABC nach Gruselgeschichten aus Heftromanen produzierten Reihen Inner Sanctum Mysteries und Creeps by Night, in der der Schauspieler als Gastsprecher zu hören war. Die einzelnen Folgen waren jeweils 30 Minuten lang und wurden wöchentlich sonntags bzw. mittwochs ausgestrahlt.
Regelmäßig saß er u. a. mit Ruth Gordon im Rateteam der bekannten Radio-Quizshow Information, Please! von NBC, die zeitweilig auch im Fernsehen zu sehen war (Moderator: Clifton Fadiman). Er alberte mit Komikern wie Eddie Cantor (Times to Smile, NBC) und Groucho Marx (Blue Ribbon Town, CBS) in deren Radioshows herum und war 1946 einziger Gast in Jay C. Flippens Talkshow That’s Life (CBS). In den Hörspielfassungen bekannter Theaterstücke, wie dem mehrfach für das Radio bearbeiteten Erfolgsstück Arsen und Spitzenhäubchen, war er zu hören, machte Promotion für seine aktuellen Filme und absolvierte auch als Sänger Gastauftritte in Radio-Musikshows bekannter Stars wie Bing Crosby.
1949 erhielt er mit Starring Boris Karloff seine erste eigene Radiosendung als Moderator bei ABC; die Krimi-Reihe wurde jedoch am Ende des Jahres ebenso eingestellt wie die zeitweise dazu parallel ausgestrahlte Fernsehversion.

### Die 1950er-Jahre

#### B-Filme in den USA und England
Im Verlauf der 1950er Jahre drehte Karloff eine überschaubare Anzahl an Kinofilmen, die meisten davon im unteren B-Bereich. Während er im Radio und später auch im Fernsehen anspruchsvolle Aufgaben übernehmen konnte, blieben ihm auf der Leinwand nur Rollen als tumber Diener oder verrückte Wissenschaftler.
Zu Beginn dieser Dekade entstand unter Karloffs Mitwirken allerdings ein Film, der noch in der Tradition der klassischen Horrorfilme stand: Hinter den Mauern des Grauens (1951, Regie: Joseph Pevney) nach einer Erzählung von Robert Louis Stevenson. In diesem Kostümfilm, der Elemente von Suspense und Thriller in das Horrorgenre mit einfließen lässt, ist Karloff einmal nicht der Bösewicht. Stattdessen opfert er sein Leben für die Gerechtigkeit. Die Hauptrolle des psychopathischen Schurken hatte diesmal Charles Laughton inne.
Auch in dem Film Das schwarze Schloß (1952, Regie: Nathan Juran), einer Mischung aus Horror, Science-Fiction und Fantasy, kämpfte Karloff als Dr. Meissner auf der Seite der Gerechtigkeit gegen das Böse wie auch gegen Krokodile im deutschen Schwarzwald. Abgesehen von seiner Mitwirkung in einer Handvoll weiterer B-Filme ähnlicher Machart – so spielte er in Voodoo Island (1957, Regie: Reginald Le Borg) eine Art Teufelsaustreiber, der eine Insel von einem Voodoo-Fluch befreien soll – war Karloff nun hauptsächlich beim Radio und Fernsehen sowie auf der Bühne aktiv.
Im Horrorfilm Frankenstein 1970 (1958, Regie: Howard W. Koch), der aus unbekannten Gründen den deutschen Verleihtitel Die Hexenküche des Dr. Rambow erhielt, ist Karloff der deutsche Baron Viktor von Frankenstein, den einst die Nazis in den Wahnsinn trieben und der nun in einem umgebauten Atomreaktor an der Erschaffung eines neuen Menschen arbeitet. Auf Filmplakaten zu diesem Film wurde der nunmehr über 70-Jährige als neuer „Dämon des Atomzeitalters“ beworben.
Besser erging es Boris Karloff als Filmschauspieler in seiner englischen Heimat, wo er 1958 zwei Filme drehte: In Grip of the Strangler (Regie: Robert Day) spielte er einen Schriftsteller, der durch einen Serienmörder in eine albtraumartige Dr.-Jekyll-und-Mr.-Hyde-Geschichte hineingezogen wird. In Corridors of Blood oder auch The Doctor from Seven Dials (Regie: Robert Day) war er ein drogenabhängiger Arzt in den Slums von London, der seine Sucht durch Leichen- und Organhandel finanziert. Beide Filme gelten heute als repräsentative Beispiele für B-Filme jener Zeit und werden gelegentlich auf Filmfestivals gezeigt.

#### Fernseharbeit: VonHeart of DarknessundSleepy Hollowbis zuColonel March
In den 1950er Jahren schuf sich der Schauspieler ein zweites Standbein durch das Fernsehen. Er war häufiger Gast in zu dieser Zeit äußerst populären Fernsehshows bekannter Gesangsstars wie der Dinah-Shore- und der Rosemary-Clooney-Show.
Das US-amerikanische Fernsehen orientierte sich in diesen Jahren noch stark an Theater und Literatur und produzierte anspruchsvolle Literaturverfilmungen. Dazu gehörte vor allem auch die mit dem Golden Globe Award ausgezeichnete Reihe Playhouse 90 (1956–1961). In der Inszenierung Heart of Darkness nach Joseph Conrad verkörperte Karloff 1958 den Colonel Kurtz neben Roddy McDowall als Marlow, Oskar Homolka als Doctor und Eartha Kitt als Queen. Karloff bezeichnete diese Rolle neben der des Bischofs Cauchon in Die Lerche und der des Orlok in Bewegliche Ziele als eine der wichtigsten seines Lebens. Jahrzehnte später schrieb Marlon Brando in Apocalypse Now mit der gleichen Rolle Filmgeschichte. Conrad war einer der Lieblingsautoren des als sehr belesen geltenden Karloff, der im privaten Kreis gelegentlich englische Lyrik und Prosa vortrug.
Bereits 1952 arbeitete der seinerzeit fast 65-Jährige mit zwei jungen Kollegen zusammen, die beide später ebenfalls weltberühmt werden sollten: In der Reihe CBS Television Workshop verkörperte er in einer Verfilmung von Don Quijote die Titelfigur, die 23-jährige Grace Kelly spielte seine Dulcinea; Regie führte bei der Produktion der 28-jährige Sidney Lumet.
Fernsehserien waren auch in den USA zu dieser Zeit noch nicht so dominierend wie in späteren Jahren. Beliebt waren sogenannte Reihen zu einem bestimmten Themenkreis: Bekannte Stars präsentierten als Gastgeber regelmäßig in sich abgeschlossene Episoden, in denen sie gemeinsam mit anderen Stars auftraten. Ein Beispiel dafür ist Shirley Temple’s Story Book (1958–1961): Darin verkörperte Karloff in der Episode The Legend of Sleepy Hollow nach Washington Irving neben Shirley Temple als Katrina Van Tassel den Father Knickerbocker. In der 1999 mit Johnny Depp entstandenen Verfilmung des Stoffs durch Tim Burton übernahmen Christina Ricci und Christopher Lee die entsprechenden Rollen.
Als Gastgeber präsentierte der Horrorstar, nunmehr weißhaarig und ein distinguierter Gentleman, u. a. 1958 neunmal die Mystery-Reihe Veil (deutsch: „Schleier“ oder „Vorhang“), eine Art Vorläufer von Formaten wie der ein Jahr später gestarteten und weitaus erfolgreicheren Serie Twilight Zone. Seine Rolle als Gastgeber nahm er Anfang der 1960er in der Mystery-Reihe Thriller (67 Episoden) erneut auf.
In seinem Heimatland England versuchte sich Boris Karloff 1956 in der Krimiserie Colonel March of Scotland Yard als Ermittler, in der er die Titelrolle nach einer Vorlage von John Dickson Carr spielte. Er löste darin im Tweedmantel und mit Augenklappe knifflige Fälle in Grenzbereichen von Krimi und Mystery; als Inspector Gordon assistierte ihm der österreichische Charakterdarsteller Eric Pohlmann, der später auch im deutschen Fernsehen bekannt wurde. Die Serie wurde allerdings nach einem Jahr wieder eingestellt.

#### Weitere Auftritte am Broadway inDie LercheundPeter Pan
1955/56 stand Karloff letztmals am Broadway auf der Bühne – als Bischof Cauchon mit Partnerin Julie Harris als Johanna von Orleans in Jeanne oder Die Lerche (The Lark) von Jean Anouilh, wofür er eine Tony-Award-Nominierung erhielt. Christopher Plummer übernahm die Rolle des Warwick, Leonard Bernstein schrieb die Eröffnungsmusik. Die Inszenierung brachte es auf mehr als 200 Vorstellungen, am Broadway die Mindestanzahl für einen Erfolg. Auch dieses Stück wurde für Hallmark Hall of Fame noch einmal mit Karloff und Harris in den entsprechenden Rollen für das Fernsehen inszeniert; den Inquisitor spielte Basil Rathbone, den Dauphin Eli Wallach.
In einer Bühnenfassung von Peter Pan hatte Karloff bereits 1950/51 – ebenfalls erfolgreich – neben Jean Arthur in der Titelrolle und Marcia Henderson als Wendy sowohl „den Bösen“, Captain Hook, als auch „den Guten“, Mr. Darling, verkörpert. Auch hierfür hatte Bernstein eine Bühnenmusik komponiert. Die Inszenierung zu Gunsten des Kinderkrankenhauses The Hospital for Sick Children („Peter Pan’s Hospital“) in Karloffs Geburtsstadt London brachte es auf mehr als 300 Vorstellungen.

#### Radioarbeit: Von Charles Dickens bis zumReader’s Digest
Während der 1950er Jahre baute Boris Karloff seine Radiopräsenz weiter aus. In der Sendung Boris Karloff’s Treasure Chest für den New Yorker Sender WNEW präsentierte er 1950 mehrfach Kinderliteratur. Regelmäßig übernahm er anspruchsvolle Sprechrollen in der Reihe The Theater Guild on the Air von CBS, die bekannte Romanvorlagen als 60-minütige Hörspiele aufbereitete. So sprach er 1950 neben Richard Burton und Flora Robson in David Copperfield den Uriah Heep, 1952 neben Basil Rathbone eine Rolle in Oliver Twist (beide von Charles Dickens) und im selben Jahr neben Burgess Meredith eine Rolle in Der Seewolf von Jack London.
In einer Ausgabe der auf allen Sendern überall in den USA ausgestrahlten Reihe MGM Musical Comedy Theater of the Air wirkte Karloff 1952 in der Radioversion des Musicals Yolanda and the Thief mit. Neben Lisa Kirk und John Conte war er der Schutzengel Angelo – eine Rolle, die in der 1945 entstandenen Filmversion von Vincente Minnelli nicht existierte und eigens für Karloff dazu geschrieben worden war; Swing-Standards wie Got a Date with an Angel wurden in dieses Radiomusical eingearbeitet und erreichten erst durch die Ausstrahlung ihre eigentliche Popularität.
1953 stand Karloff in London im BBC-Studio für eine Ausgabe der Reihe The Play of His Choice. Hier sprach er in dem Hörspiel The Hanging Judge von Bruce Hamilton den Sir Francis Brittain; Partner war sein alter Filmkollege Raymond Massey.
Den Abschluss von Boris Karloffs Radioarbeit bildete die auf ihn zugeschnittene Reihe Tales from the Reader’s Digest. In – zwischen 1956 und 1969 regelmäßig über das Syndicated Network ausgestrahlten – dreiminütigen Kurzsendungen fasste er Geschichten und Meldungen aus der Zeitschrift Reader’s Digest als eine Art Nachrichtenkurzfassungen („news talk“) zusammen. Die Sendung war zu ihrer Zeit bei den US-amerikanischen Hörern sehr beliebt und wurde unter dem Titel B. Karloff über den Soldatensender Armed Forces Radio Service (AFRS) auch international verbreitet.

### Die 1960er-Jahre und Tod in England

#### Fernseharbeit: Gaststar und Gastgeber in Krimiserien
Im Fernsehen war Karloff zu Beginn dieser Dekade weiterhin als Gaststar in Shows und Serien zu sehen. 1964 hatte er in der Comedy-Musikshow The Entertainers einen Gastauftritt, u. a. neben Caterina Valente, die zur Stammbesetzung dieser Show-Reihe gehörte.
Von 1960 bis 1962 präsentierte er die Mystery-Reihe mit dem Titel Thriller und übernahm anspruchsvolle Rollen in Fernsehinszenierungen. So spielte er 1962 in einer Live-Aufzeichnung des Kriminalstücks The Paradine Case neben Viveca Lindfors, Richard Basehart und Robert Webber den Richter Lord Thomas Horfield, eine Rolle, die 1948 Charles Laughton in dem gleichnamigen Film von Alfred Hitchcock verkörpert hatte.
In der seinerzeit auch in Deutschland populären Krimiserie Tennisschläger und Kanonen war Karloff 1967 Gaststar in der Folge Ein Ritter ohne Furcht und Tadel (2. Staffel, Episode 22). Als spanischer Wissenschaftler Don Ernesto Silvando mit Don-Quijote-Tick bringt er die Hauptdarsteller Bill Cosby und Robert Culp mit seiner Exzentrik auf die Palme; als Horst trat in dieser Episode Carl Schell auf.
Ein Jahr zuvor war Karloff in der Krimiserie The Girl from U.N.C.L.E. mit Stefanie Powers als Agentin April Dancer (in Deutschland erst 1995 unter dem Titel Dancer für O.N.C.E.L. auf Super RTL ausgestrahlt) zu sehen gewesen. In der Folge Immer Ärger mit Mutter (1. Staffel, Episode 3) stellte er den Transvestiten und Attentäter Mother Muffin dar. Vor allem diese Episode der heute weitgehend vergessenen Spinoff-Serie zu Solo für O.N.C.E.L. wird bis heute regelmäßig im US-amerikanischen und britischen Fernsehen ausgestrahlt und besitzt in Fan-Kreisen Kultstatus – allein wegen des spektakulären Auftritts von Boris Karloff als greise und gerissene Dragqueen neben Gaststar Robert Vaughn als Napoleon Solo.

#### Zusammenarbeit mit Roger Corman und Jacques Tourneur
Der Regisseur und Produzent Roger Corman engagierte den gealterten Boris Karloff für Rollen in zwei Filmen, die heute unter Freunden des B-Movies Kultstatus besitzen: Der Rabe – Duell der Zauberer und The Terror – Schloß des Schreckens, beide 1962 innerhalb kürzester Zeit abgedreht. Der Rabe knüpft inhaltlich nicht an den gleichnamigen Film mit Karloff und Lugosi aus den 1930er Jahren an, orientiert sich aber wie dieser an dem Gedicht von E. A. Poe mit gleichem Titel. Das Drehbuch zu diesem, das Genre selbstironisch auslotenden Horrorspaß stammt aus der Feder des bekannten Horror- und Science-Fiction-Autors Richard Matheson. Karloff ist darin Dr. Scarabus, ein bösartiger Meister der Schwarzen Magie, der den Zauberer Dr. Adolphus Bedlo (Peter Lorre) in einen Raben verwandelt hat. Den „guten“ Zauberer als Vertreter der Weißen Magie spielt Vincent Price, der am Ende des Films Scarabus (Karloff) in einer Art magischem Zweikampf besiegt. Vincent Price, 24 Jahre jünger als Karloff, wurde der führende US-amerikanische Horrorstar der 1960er Jahre. Den trotteligen „Zauberlehrling“ und Bedlos (Lorre) Sohn spielte der junge Jack Nicholson in einer seiner ersten Filmrollen.
Zu einer weiteren Zusammenarbeit von Karloff und Jack Nicholson kam es direkt im Anschluss an die Dreharbeiten: Der Rabe war schneller fertig geworden als geplant, Karloff jedoch durch einen Zeitvertrag noch an Corman gebunden; Nicholson drehte in dieser Zeit noch alles, was ihm angeboten wurde. So nutzte der Regisseur die Gunst der Stunde, um mit dem ihm verbliebenen Budget innerhalb von drei Tagen in denselben Kulissen einen weiteren Film abzudrehen: The Terror – Schloss des Schreckens. In diesem Kostümfilm, angesiedelt in der Zeit Napoleons, ist Boris Karloff ein Baron mit einem düsteren Geheimnis, Nicholson ein französischer Offizier. Co-Regisseure dieses Films waren neben Corman selbst auch Jungschauspieler Nicholson, Kult-Regisseur Jack Hill und der 25-jährige Regie-Anfänger Francis Ford Coppola. Beide Filme gelten heute als Kabinettstücke des Horrorkinos jener Dekade.
Mit Price und Lorre arbeitete Boris Karloff noch einmal 1963 zusammen: in der Kriminalkomödie Ruhe Sanft GmbH unter der Regie von Jacques Tourneur. Unterstützt von Basil Rathbone, agierten sie als schräge Bestatter, die ihr angeschlagenes Familienunternehmen durch die unkonventionelle Zuführung „frischer“ Kundschaft sanieren wollen; Karloff verkörperte dabei den seltsamen Schwiegervater von Price. Mit Jacques Vater Maurice, einem gebürtigen Franzosen, hatte Karloff bereits 1920 den Film Der letzte Mohikaner gedreht. Durch Tourneurs Sohn gelangte der Altmeister des Horrors in Schwarz-Weiß mit Verspätung zum Farbfilm.

#### Kurzauftritte und Rollen in italienischen und englischen Horrorfilmen
Das Gehen und Agieren vor der Kamera wurde für den über 70-jährigen Karloff zunehmend schwieriger: Ein Rückenleiden hatte sich verschlimmert, hinzugekommen war eine starke Arthritis, die den Schauspieler beim Drehen immer wieder in den Rollstuhl zwang. Das Lungenleiden des starken Rauchers verschlimmerte sich zu einem Emphysem, sodass es inzwischen notwendig wurde, bei Dreharbeiten ein Sauerstoffgerät bereitzustellen. Dennoch übernahm er noch bis kurz vor seinem Tod im Jahr 1969 Rollen nicht nur in US-amerikanischen, sondern auch in britischen, italienischen und mexikanischen Produktionen.
Darunter finden sich Kurzauftritte in Klamaukfilmen wie Bikini Beach (1964) ebenso wie eine Hauptrolle als Vampir Wurdalak in dem Episodenfilm Die drei Gesichter der Furcht (1963) unter der Regie des italienischen Horror-Spezialisten Mario Bava. In diesem literarisch inspirierten Film nach Motiven von Guy de Maupassant, Alexei Tolstoi und Anton Tschechow fungierte Karloff zwischen den drei Episoden auch als Erzähler und sprach das Publikum von der Leinwand aus direkt an. Seine Filmpartner waren u. a. Michèle Mercier und Mark Damon. Der englische Titel des Films ist u. a. Black Sabbath, als er damals in den Kinos lief, soll er eine damals noch unbekannte britische Rockband um Ozzy Osbourne bei der Namensfindung inspiriert haben.
Im US-amerikanischen Horrorfilm gab es Ende der 1960er Jahre für einen Schauspieler wie Karloff immer weniger Rollen. Das Genre war zwar nach dem Niedergang in den 1950er Jahren noch einmal aufgeblüht, die Inhalte aber hatten sich gewandelt: Ereignisse wie die Ermordung John F. Kennedys und der Vietnamkrieg wurden von vielen US-Bürgern als reale Katastrophen nahezu apokalyptischen Ausmaßes empfunden und beeinflussten auch den Horrorfilm. Das Grauen präsentierte sich nicht mehr in Gestalt eines einzelnen Monsters, sondern als anonyme Masse: Es kämpften jetzt unbekannte junge Schauspieler gegen gesichtslose Horden aus einer anderen Dimension; Filme wie Die Nacht der lebenden Toten (1968) von George A. Romero wurden stilbildend für das Genre. Einzig Vincent Price konnte sich in den USA seinen Status als Vertreter des klassischen Horrorkinos bewahren.
Auch mit deutschen Filmstars spielte Karloff in jenen Jahren einmal in einer US-amerikanischen Produktion zusammen: In dem Spionagefilm Mitternacht – Canale Grande (1967, Regie: Jerry Thorpe) agierte er neben Elke Sommer und Karlheinz Böhm sowie neben Hauptdarsteller Robert Vaughn wieder einmal in der Rolle eines zwielichtigen „Doktors“.
Gegen Ende dieser Dekade beherrschten italienische und vor allem britische Low-Budget-Produktionen wie die Hammer-Filme sowie weitere kleinere Produktionsfirmen mit Horror-Blutorgien den Markt. Für Hammer arbeitete Karloff nicht – dort wurden die entsprechenden Rollen mit Peter Cushing und Christopher Lee einschlägig besetzt.
Für zwei britische Low-Budget-Produktionen war Karloff noch kurz vor seinem Tod tätig: In Im Banne des Dr. Monserrat (Regie: Michael Reeves) agierte er – hohläugig und sichtbar schwerkrank – als Hypnotiseur Prof. Marcus Montserrat in einem vornehmlich jungen Team: Der Regisseur und der Hauptdarsteller Ian Ogilvy waren beide Mitte 20, die Schauspielerin Susan George sogar erst 17. Der schräge Film vereinte auf für britische Filme typische Weise einen Horrorplot mit den Überdrehtheiten der Minirock-Generation im „Swinging London“ der späten 1960er und frühen 1970er Jahre. Dementsprechend wirkt Boris Karloff in diesem Film wie ein Fossil aus einer anderen Zeit.
Sein letzter britischer Film war 1968 Schwarze Messe auf blutrotem Altar, auch Die Hexe des Grafen Dracula (Regie: Vernon Sewell), mit Christopher Lee als Filmpartner. Weiblicher Star dieses absonderlichen Films um düstere Familiengeheimnisse, Satanskulte, Hexen und Vampire war Barbara Steele, die in den 1960er Jahren zur „Scream Queen“ im italienischen Horrorkino avanciert war. Während der Dreharbeiten zog sich der Schauspieler, der mittlerweile nur noch einen Lungenflügel besaß, eine schwere Pneumonie zu, an der er im Februar 1969 verstarb. Über die Gründe, warum er krank und mit über 80 Jahren noch in diesem Film und zuvor in fünf anderen, in den USA gedrehten Trash-Horrorfilmen mitgewirkt hatte, ist nichts bekannt.

#### Letzte Rollen in mexikanischen Produktionen
Vier in Mexiko produzierte Horrorfilme kamen erst ab 1970, nach dem Tod von Karloff, auf den Markt. Der federführende Drehbuchautor und Co-Regisseur dieser Filme war Jack Hill, der bei der Zusammenarbeit mit Roger Corman Erfahrungen in der Herstellung von B-Movies gesammelt hatte. Produziert wurden die Filme von Acteca Films und Columbia Pictures. Die Szenen mit Karloff wurden in einem kleinen Studio in Santa Monica gedreht. Der stark gealterte Schauspieler stellte darin verkrüppelte und blinde Verbrecher dar und agierte, da er kaum noch gehen konnte, meistens im Sitzen. In dreien dieser Filme, so auch im ersten der Reihe mit dem Titel Folter, der 1968 herauskam, spielte die bekannte mexikanische Bühnen-, Film- und Fernsehdarstellerin Julissa die Hauptrolle.
Einer der ersten Filme von Jack Hill mit Boris Karloff und Julissa war ebenfalls noch zu Lebzeiten des Schauspielers 1968 veröffentlicht worden; in Totentanz im Schreckensschloss spielte Karloff den alten Spielzeugmacher Mathias Morteval, Julissa seine Tochter. In dieser Rolle verwandelt er lebensgroße Puppen in mordende Zombies, die „Mortevals“, die eine nach dem Erbe gierende Verwandtschaft nach und nach umbringen. Im Finale begleitete Karloff den makabren Totentanz mit schaurigen Klängen an der hauseigenen Orgel. Der Film wurde zu Beginn des 21. Jahrhunderts von Fans des Genres wiederentdeckt und 2006 als DVD neu auch auf dem deutschen Markt veröffentlicht.

#### Bewegliche Ziele
Boris Karloffs letzte Arbeit in Hollywood und für Filmfreunde und -historiker seine beste Filmrolle überhaupt war die des Byron Orlok in Peter Bogdanovichs Bewegliche Ziele von 1968. Der Name der Filmfigur ist eine Hommage an den deutschen Stummfilmstar Max Schreck und seine berühmte Rolle als Graf Orlok alias Nosferatu.
Der Jungregisseur und Drehbuchautor Sammy Michaels (Bogdanovich) will mit dem berühmten alten Horrorfilmstar Orlok (Karloff), der mittlerweile mit seinem festgelegten, typisierten Image hadert, einen weiteren Film machen – diesmal nach einem von ihm selbst verfassten Drehbuch. Doch der Schauspieler will sich vom Filmgeschäft zurückziehen und reflektiert mit leiser Melancholie über sich und seine Rolle in der Geschichte Hollywoods. Dabei kreuzt er zunächst zufällig den Weg eines fanatischen Scharfschützen und nimmt dann einen stillen Kampf gegen diesen auf. In einem Autokino kommt es schließlich zum Showdown zwischen den beiden, bei dem die Grenzen von Gewalt und Horror im Film und in der Realität verwischen.
Der Film zitiert Filme mit Boris Karloff und beginnt mit einem Ausschnitt aus dem fünf Jahre zuvor entstandenen Roger-Corman-Film The Terror – Schloß des Schreckens: Roger Corman hatte dem Anfänger Bogdanovich Material dieses Films überlassen und seinen Hauptdarsteller dazu, denn Karloff schuldete Corman damals noch zwei Drehtage. Mit einem Budget von nur 125.000 US-Dollar und der später nicht Erwähnung findenden Unterstützung durch Samuel Fuller konnte der Jungregisseur sein Werk für Paramount Pictures in nur drei Wochen vollenden.
Während sich in einer Szene Regisseur und Filmstar in dessen Hotelzimmer betrinken, läuft im Fernsehen Hawks Film Das Strafgesetzbuch von 1931 mit Karloff in einer seiner wenigen filmischen Charakterrollen, kurz vor der Entstehung von Frankenstein. Möglicherweise gaben der Regisseur und sein Star hiermit einen Hinweis für den Weg, den der Schauspieler gerne weiter verfolgt hätte, der ihm aber letztlich im Film – nicht jedoch im Fernsehen und auf der Bühne – verwehrt blieb. Karloff selbst bezeichnete kurz vor seinem Tod diese Rolle als eine seiner bedeutendsten. Sie wurde für ihn zugleich aber auch zu einer Art Schwanengesang, war sie doch sein endgültiger Abschied von der klassischen Traumfabrik. Dem Anfänger Bogdanovich wiederum gelang als Vertreter einer neuen Generation von Filmemachern mit dem von der Kritik viel beachteten Low-Budget-Film der Eintritt in die damalige A-Liga von Hollywood.

#### Arbeit als Sprecher: Vom Grinch bis zu Märchen
In den 1960er Jahren hatte Karloff seine markante Stimme auch zunehmend für Synchronarbeiten, Radioproduktionen und Schallplattenaufnahmen eingesetzt. In dem bis heute im US-Weihnachts-Fernsehprogramm beliebten Zeichentrickfilm How the Grinch Stole Christmas (1966), der ersten Grinch-Verfilmung überhaupt, lieh er der Hauptfigur seine Stimme. Anders als auf der Besetzungsliste angegeben, sang er jedoch nicht den bekannten Song You Are a Mean One, Mr. Grinch! Dies tat vielmehr ungenannt der Stimmenimitator und Synchronsprecher Thurl Ravenscroft, der Karloffs Stimme nachahmte. Seit 2006 kann der Song, immer noch mit Boris Karloff als angeblichem Interpreten, als Klingelton aus dem Internet heruntergeladen werden.
Ein Jahr später entstand Frankensteins Monster-Party (1967), ein Puppenfilm von Jules Bass. Darin lädt Baron Boris von Frankenstein mit Karloffs Stimme noch einmal alle Helden des Horrorfilms – vom Werwolf bis zum Vampir und natürlich Frankensteins Monster – zu einer schrägen Abendgesellschaft auf sein Schloss; die Puppe des Baron Boris besitzt eine entfernte Ähnlichkeit mit Karloff. Der Film war vornehmlich für Kinder gedacht und erinnert in seinen Zügen an Die Muppet Show; gelegentlich wird er noch in US-amerikanischen Kinderprogrammen gezeigt.
Weniger bekannt ist der ebenfalls von Bass entwickelte Film The Daydreamer (1966), eine Kombination aus Spielszenen mit Schauspielern und Comicfiguren über die Jugend von Hans Christian Andersen und die Entstehung seiner Märchen. In dem wenig an authentischen Fakten orientierten Film spricht Karloff in der Episode Thumbelina (Däumelinchen), die Ratte, Tallulah Bankhead in einer anderen Episode die Meerhexe.
In dieser Zeit produzierte der Schauspieler auch Schallplatten, auf denen er Märchen und Erzählungen, u. a. von Rudyard Kipling, aber auch komplette Romane wie Dickens’ Die Pickwickier vortrug. Es entstand auch eine Aufnahme von Sergej Prokofjews Peter und der Wolf mit dem Orchester der Wiener Staatsoper und Boris Karloff als Erzähler. Diese Aufnahmen sind im englischsprachigen Raum bis heute beliebt und teilweise als Hörbücher erhältlich.

#### Letzte Jahre und Tod in England

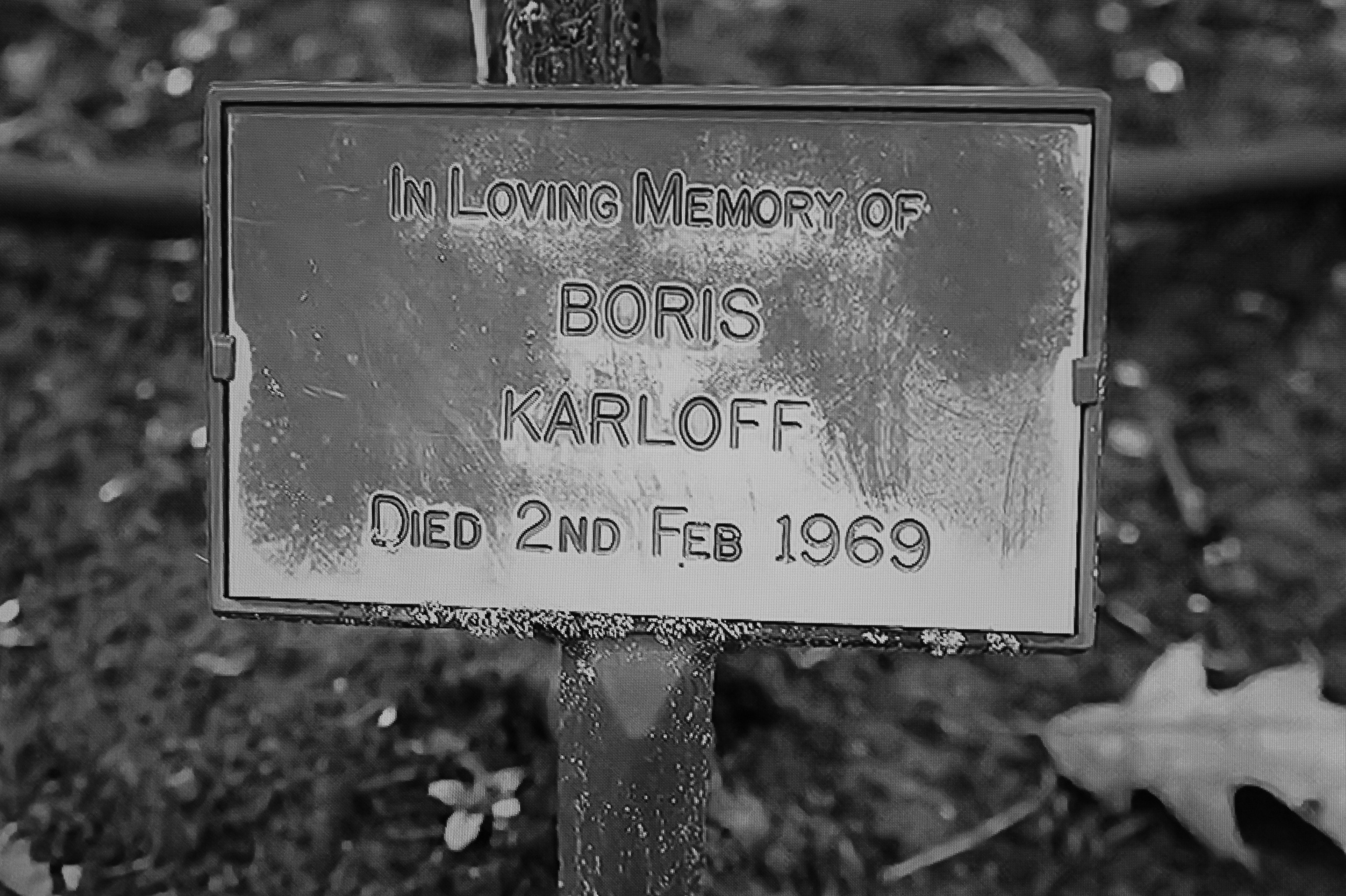
Grabtafel Karloffs im Guildford Crematorium in Godalming, Surrey

Nach Beendigung der Dreharbeiten eines letzten Fernsehfilms in den USA und der bereits genannten mexikanischen Trash-Filme zog Karloff mit seiner Ehefrau endgültig zurück in seine Heimat England, wo er seit einiger Zeit ein Haus in London im Stadtteil Kensington und ein Landhaus in Hampshire besaß. Dort lebte er als englischer Gentleman, arbeitete, soweit dies seine Gesundheit noch zuließ, im Garten, ging zum Cricket und züchtete Hunde. Die Umstellung vom kalifornischen Klima auf das feuchte Wetter in England bekam dem lungenkranken Schauspieler jedoch auf Dauer nicht: Am 2. Februar 1969 starb Boris Karloff im Alter von 81 Jahren an den Folgen einer Lungenentzündung in einem Krankenhaus in Midhurst, Sussex. Kremiert und beigesetzt wurde er im Guildford Crematorium in Godalming, Surrey. Die Bestattung verlief auf ausdrücklichen Wunsch des Schauspielers in einem schlichten Rahmen und ohne Beteiligung der Öffentlichkeit.

## Nachwirkung

### Boris Karloff in Kunst, Musik und Film

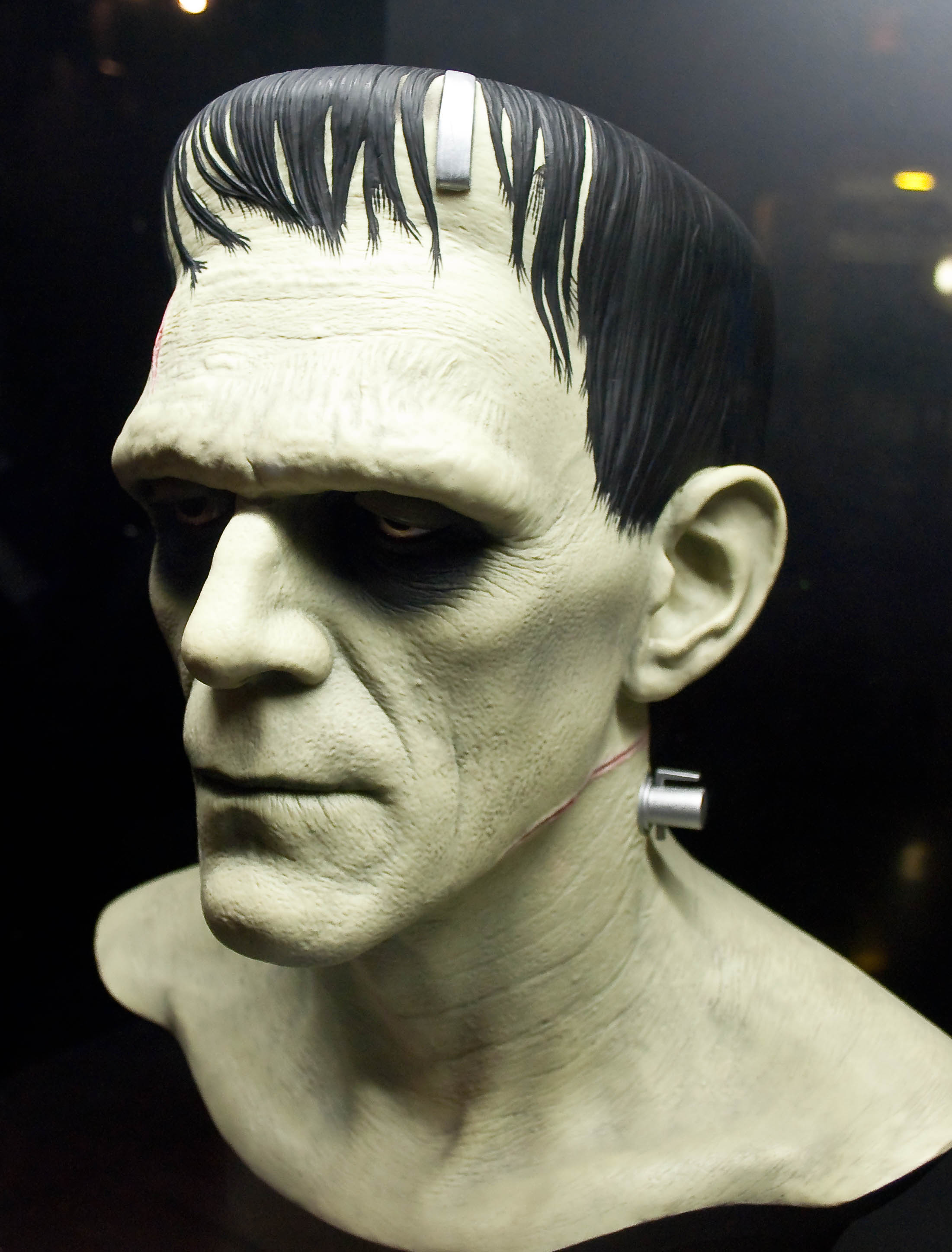
Büste von Karloffs Frankenstein-Monster im Nationalen Filmmuseum Turin

Obwohl der Schauspieler in seinem mehr als 50 Jahre währenden Berufsleben in den unterschiedlichsten Rollen in Film und Fernsehen sowie auf der Bühne zu sehen war, wird er bis heute in der öffentlichen Wahrnehmung und vor allem in Europa vornehmlich auf Frankensteins Monster reduziert. Hinter dieser Figur, die er nur drei Mal im Film verkörperte, verschwand die menschliche Gestalt des Boris Karloff alias William Henry Pratt nahezu vollständig. Der kantige Monsterkopf mit dem traurig-leeren Blick wurde zu einer Ikone des surrealen Horrors und machte Karloff unsterblich. Bereits 1938 war die Monstermaske zum Symbol der großen Surrealismus-Ausstellung in Paris geworden.
Auch auf den drei Briefmarken mit Karloffs Konterfei, die die US-Bundespost bisher herausgab, ist der Schauspieler nur maskiert zu sehen: 1997 in der Reihe Famous Movie Monsters jeweils als Frankensteins Monster und als am ganzen Körper bandagierter Untoter in Die Mumie sowie 2003 in der Reihe American Filmmaking: Behind the Scenes (mit Maskenbildner Pierce, der ihm gerade die Maske anpasst).
Künstlerische Porträts des Menschen Boris Karloff alias William Henry Pratt ohne Maske sind in der National Portrait Gallery in London zu sehen: eine Kohlezeichnung von Nikolai Feschin aus den 1930er Jahren sowie jeweils eine Fotografie von Yousuf Karsh und von Ben Pinchot aus den 1940er Jahren. Bis zehn Jahre nach seinem Tod zierte sein gezeichnetes Konterfei auch die populäre Comic-Reihe Boris Karloff’s Tales of Mystery bei Gold Key Comics; der Verlag war u. a. durch Comics zu bekannten Fernsehserien wie Star Trek bekannt geworden.

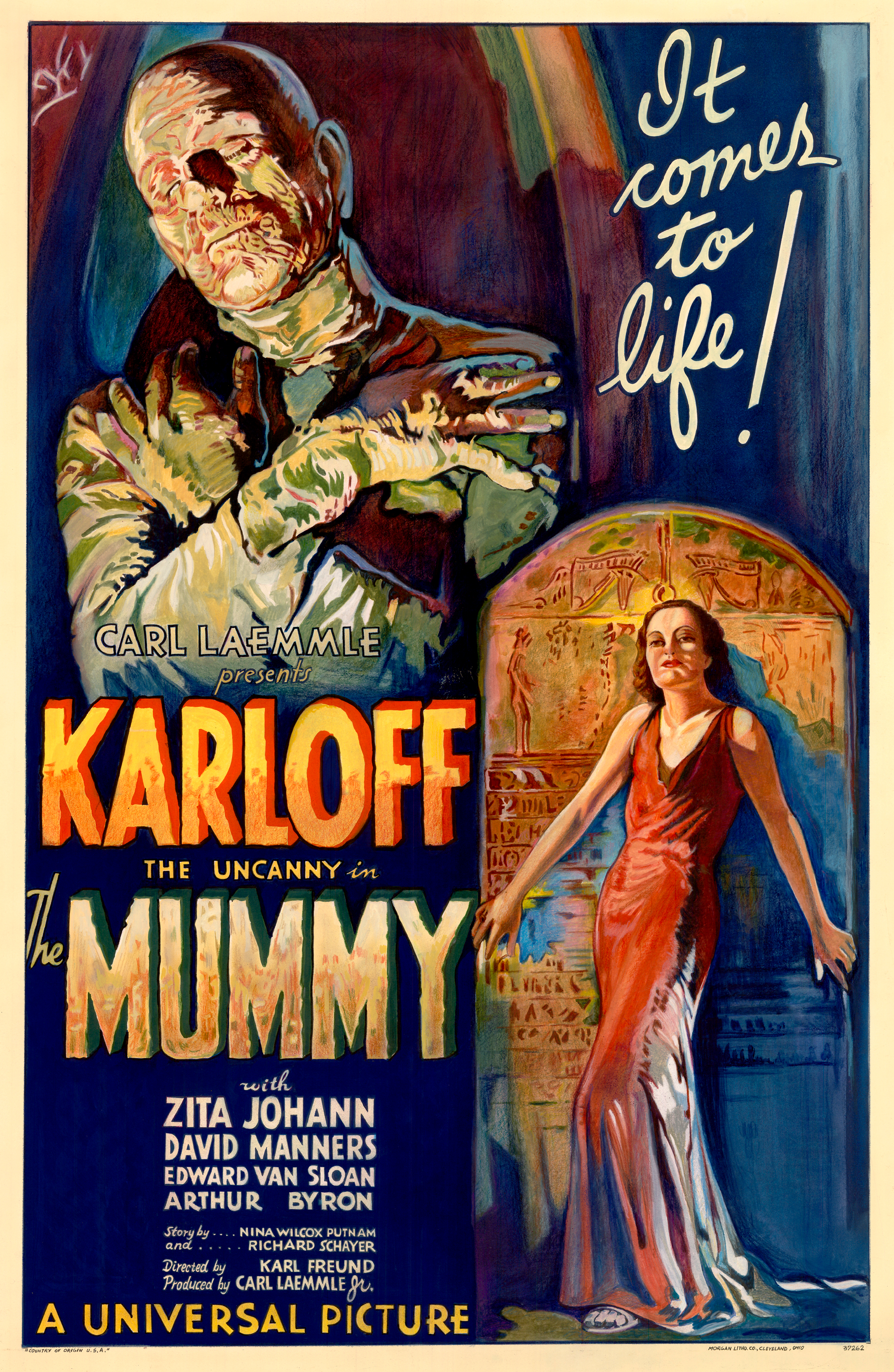
Filmplakat zu Die Mumie (1932)

Ein Original-Filmplakat zum ersten Frankenstein-Film von 1931 mit Karloff in der Monstermaske wurde 1994 auf einer Auktion für 198.000 US-Dollar versteigert – die höchste Summe, die bis dahin ein Original-Filmplakat auf einer Versteigerung erzielt hatte. Drei Jahre später kam ein Original-Plakat zu Die Mumie aus dem Jahr 1932 bei einer Sotheby’s-Auktion sogar für die Rekordsumme von mehr als 450.000 US-Dollar unter den Hammer – mehr erzielte bis 2014 nur ein Plakat zu Fritz Langs Metropolis für die weiterhin höchste Summe von 690.000 US-Dollar. Andere Plakate zu Karloffs Filmen – Die schwarze Katze (2007 für 286.800 US-Dollar), Frankensteins Braut (2007 für 334.600 US-Dollar) und erneut Frankenstein (2013 für 262.900 US-Dollar sowie 2015 für 358.000 US-Dollar) – erreichten danach ebenfalls hohe Summen.
1962 widmeten die Musiker Bobby „Boris“ Pickett & The Crypt Kickers Boris Karloff ihren einzigen Nummer-eins-Hit Monster Mash, heute ein allseits bekannter Halloween-Song in den USA. Pickett ahmte darin Karloffs Stimme nach und bewegte sich bei Auftritten wie Frankensteins Monster. Karloff amüsierte sich über das Lied, das 1973 auch in Deutschland erneut ein Sommerhit wurde, und sang es auch einmal in einer Fernsehshow.
In der Horrorpunk- und Graverock-Szene in den USA, Großbritannien, Deutschland und Skandinavien besitzt Boris Karloff vor allem in Gestalt von Frankensteins Monster Kultstatus. Etliche Bands und Musiker wie u. a. Misfits, The Spook, Frankenstein, The Monsters und Frankenstein Drag Queens berufen sich auf ihn und geben ihre Herkunft gelegentlich wortspielerisch-scherzhaft mit „Graveland, Karloffornia“ an. Musiker wie der britische Punkrocker Billy Karloff, die schottische Band Karloff oder auch Christopher Karloff von der britischen Rockformation Kasabian leiten ihre Künstlernamen direkt von ihm ab. Boris Karloff findet zudem in dem Lied Monsterparty der Band Die Ärzte Erwähnung.
In der 1973 entstandenen Filmallegorie El Espíritu de la colmena (englischer Verleihtitel Spirit of the Beehive) des spanischen Regisseurs Victor Eríce spielt die siebenjährige Ana Torrent ein kleines Mädchen, das 1940 in einem Wanderkino gemeinsam mit seiner großen Schwester den Frankenstein-Film von 1931 sieht. Das Kind identifiziert sich mit der Maria aus dem Film, ist fasziniert von Frankensteins Monster alias Karloff und begibt sich heimlich auf die Suche nach ihm.
In der 1998 entstandenen Filmbiografie Gods and Monsters von Bill Condon über den Frankenstein-Regisseur James Whale (Ian McKellen) wird Karloff von Jack Betts verkörpert, der diesem darin verblüffend ähnlich sieht; den jüngeren Karloff alias „das Monster“ spielt der Ägypter Amir Aboulela.
Im Februar 2006 veranstaltete das renommierte Filmforum in New York City aus Anlass des 75. Jahrestages von Frankenstein eine einwöchige Boris-Karloff-Retrospektive mit 14 Filmen. Gezeigt wurden nicht nur die bekannten Horrorklassiker und Bewegliche Ziele, sondern auch selten gezeigte Filme wie Graft, Die letzte Patrouille und The Guilty Generation. Vorträge hielten u. a. Peter Bogdanovich und Robert Day, Regisseur und Produzent des englischen Horrorfilms Grip of the Strangler (in den USA gezeigt als The Haunted Strangler) von 1958. Auch Spirit of the Beehive wurde im Rahmen dieses Festivals gezeigt.
Filme und Erinnerungsmaterial über Boris Karloff werden auch im American Museum of the Moving Image in Queens, New York City, aufbewahrt. Nachbildungen von Boris Karloff u. a. als Frankensteins Monster und die Mumie befinden sich in Wachsfigurenkabinetten u. a. in Hollywood, San Francisco und New York City.
Die Markenrechte an Erscheinung, Abbildung, Name, Stimme und Unterschrift ihres Vaters liegen bei Sara Karloff und ihrer Familie, die die entsprechenden Lizenzen seit 1992 über die Firma Karloff Enterprises vergeben. Ausgenommen davon sind die Erscheinung Karloffs als Frankensteins Monster und als Mumie, deren Vermarktung nach einem Rechtsstreit mit einer anschließenden außergerichtlichen Einigung seit 2001 bei Universal liegt.

### Erinnerungsstätten und Ehrungen
An dem Wohnhaus der Familie Pratt in Peckham erinnert eine Gedenktafel an Boris Karloff (es bleibt umstritten, ob es sich wirklich, wie dort zu lesen steht, um Karloffs Geburtshaus handelt, oder ob nicht eher ein anderes Haus im nahe gelegenen Camberwell, in East Dulwich, Southwark, London – früher ein altviktorianischer Wohnbezirk, heute eine vornehmlich von Migranten und Künstlern bewohntes Szeneviertel, die Geburtsstätte ist).
Eine weitere Gedenktafel befindet sich in der St Paul’s Church („Actor’s Church“) in Covent Garden, London; dort wurde nach dem Tod des Schauspielers ein Gedenkgottesdienst für ihn abgehalten. Eine dritte Plakette befindet sich im Garden of Remembrance, 2. Abt., am Ort seiner Beisetzung in Surrey.
Karloff wurde 1960 für seine Film- und Fernseharbeit mit zwei Sternen auf dem Hollywood Walk of Fame (1735 Vine Street und 6664 Hollywood Boulevard) geehrt. 1968 wurde er als Erzähler des auf Schallplatte veröffentlichten Kinderbuchs Wie der Grinch Weihnachten gestohlen hat mit dem Grammy in der Kategorie Best Album for Children ausgezeichnet. 2018 wurde ein Asteroid nach ihm benannt: (101383) Karloff.

### Bücher zu Boris Karloff
In Filmenzyklopädien und -handbüchern wird vor allem Karloffs herausragender Beitrag für das Genre des Horrorfilms in den Frankenstein-Filmen, in Die Mumie, Der Rabe, Der Leichendieb und nicht zuletzt Bewegliche Ziele ausführlich gewürdigt. Eigenständige Biografien über den Schauspieler und Menschen sind rar – die wenigen in den USA erschienenen Bücher über ihn wurden von Autoren aus dem Umfeld Sara Karloffs geschrieben und von ihr autorisiert, bei einem ist sie Mitautorin. Als Tochter ist sie sehr darauf bedacht, nur ein von ihr gebilligtes, rundum positives Bild von Boris Karloff als kultiviertem britischem Gentleman der Öffentlichkeit zu präsentieren. Auf Deutsch ist bislang keine Biografie über Boris Karloff erschienen.

## Politisches Engagement bei der Screen Actors Guild
Der Schauspieler engagierte sich für die beruflichen Belange seiner Kollegen, war 1933 Gründungsmitglied der Schauspielergewerkschaft Screen Actors Guild (SAG) und saß in deren Vorstand. Karloff, dem in Hollywood-Kreisen Sympathien für linkes bzw. anarchistisches Gedankengut nachgesagt wurden, war der einzige berühmte Schauspieler in der Filmmetropole, der sich zu dieser Zeit öffentlich zu seiner Arbeit für die SAG bekannte. Der Schauspieler war ein Verfechter des Gewerkschaftsgedankens, nachdem er 1931 während der Dreharbeiten zu Frankenstein ungefähr 25 Stunden ohne Unterbrechung in seinem schweren Kostüm arbeitsrechtlich ungeschützt hatte tätig sein müssen. Verärgert war er auch darüber, dass ungeachtet seines Erfolges als „Monster“ bei der Erneuerung seines Vertrages mit Universal seine Wochengage von 1.000 Dollar willkürlich gekürzt worden war.
Der Academy of Motion Picture Arts and Sciences stand Karloff bis an sein Lebensende ablehnend gegenüber, da diese in seinen Augen nur die Interessen der Studios und nicht die der Schauspieler vertrat – sowohl in finanzieller als auch in künstlerischer Hinsicht. Selbst einen Ehrenoscar der Academy für sein Lebenswerk hätte er unter keinen Umständen annehmen wollen; so überliefert es zumindest der Journalist Bill Warren nach einem Gespräch mit Boris Karloff im Jahr 1968. Eine Oscar-Nominierung hat Karloff in der Tat nie erhalten; es mehrten sich aus Unterstützerkreisen zwischenzeitlich allerdings Stimmen, dem Schauspieler posthum einen Ehrenoscar zu verleihen.

## Filmografie (Auswahl)

### Kinofilme
- 1916: The Dumb Girl of Portici
- 1920: The Deadlier Sex
- 1920: Der letzte Mohikaner (The Last of the Mohicans)
- 1922: The Man from Downing Street
- 1922: Omar the Tentmaker
- 1924: Dynamite Dan
- 1925: Parisian Nights
- 1926: Wien bleibt Wien (The Greater Glory)
- 1926: Mann ohne Furcht (Man in the Saddle)
- 1926: The Bells
- 1926: Sazarac, der Piratenkapitän (The Eagle of the Sea)
- 1926: Korsaren (Old Ironsides)
- 1927: Tarzan und der goldene Löwe (Tarzan and the Golden Lion)
- 1927: Die Schlachtenbummler (Two Arabian Knights)
- 1929: The King of the Kongo (Serial)
- 1930: Das Strafgesetzbuch (The Criminal Code)
- 1931: Young Donovan’s Kid
- 1931: Leichtes Geld (Smart Money)
- 1931: The Public Defender
- 1931: Spätausgabe (Five Star Final)
- 1931: I Like Your Nerve
- 1931: Graft
- 1931: Frankenstein
- 1931: The Guilty Generation
- 1931: Tonight or Never
- 1932: Business and Pleasure
- 1932: Hinter der Maske (Behind the Mask)
- 1932: Scarface
- 1932: Spiel am Abgrund (The Miracle Man)
- 1932: Night World
- 1932: Das Haus des Grauens (The Old Dark House)
- 1932: Die Maske des Fu-Manchu (The Mask of Fu Manchu)
- 1932: Die Mumie (The Mummy)
- 1933: The Ghoul
- 1934: Die letzte Patrouille (The Lost Patrol)
- 1934: Die Rothschilds (The House of Rothschild)
- 1934: Die schwarze Katze (The Black Cat)
- 1934: Gift of Gab
- 1935: Frankensteins Braut (Bride of Frankenstein)
- 1935: Der Rabe (The Raven)
- 1935: Das schwarze Zimmer (The Black Room)
- 1936: Tödliche Strahlen (The Invisible Ray)
- 1936: Der wandelnde Leichnam (The Walking Dead)
- 1936: Juggernaut
- 1936: Der Mann, der sein Gehirn austauschte (The Man Who Changed His Mind)
- 1936: Charlie Chan in der Oper (Charlie Chan at the Opera)
- 1937: Night Key
- 1937: Der gelbe Herrscher (West of Shanghai)
- 1938: The Invisible Menace
- 1938: Mr. Wong, Detective
- 1939: Frankensteins Sohn (The Son of Frankenstein)
- 1939: Die Teufelsinsel (Devil’s Island)
- 1939: The Mystery of Mr. Wong
- 1939: Mr. Wong in Chinatown
- 1939: The Man They Could Not Hang
- 1939: Der Henker von London (Tower of London)
- 1940: British Intelligence
- 1940: The Fatal Hour
- 1940: Schwarzer Freitag (Black Friday)
- 1940: The Man with Nine Lives
- 1940: Doomed to Die
- 1940: Before I Hang
- 1940: The Ape
- 1940: You’ll Find Out
- 1941: The Devil Commands
- 1942: The Boogie Man Will Get You
- 1944: The Climax
- 1944: Frankensteins Haus (The House of Frankenstein)
- 1945: Der Leichendieb (The Body Snatcher)
- 1945: Die Todesinsel (Isle of the Dead)
- 1946: Bedlam
- 1947: Das Doppelleben des Herrn Mitty (The Secret Life of Walter Mitty)
- 1947: Angelockt (Lured)
- 1947: Die Unbesiegten (Unconquered)
- 1947: Dick Tracy Meets Gruesome
- 1949: Tal der Leidenschaften (Tap Roots)
- 1949: Der Kaiser und die Nachtigall (Cisaruv Slavík) (Erzähler in der englischen Fassung)
- 1949: Abbott and Costello Meet the Killer, Boris Karloff
- 1951: Hinter den Mauern des Grauens (The Strange Door)
- 1952: Das schwarze Schloß (The Black Castle)
- 1953: Abbott und Costello gegen Dr. Jekyll und Mr. Hyde (Abbott and Costello Meet Dr. Jekyll and Mr. Hyde)
- 1954: Il mostro dell’isola
- 1954: Sabaka
- 1957: Voodoo Island
- 1958: Die Erschaffung der Welt (Stvorení sveta) (Erzähler in der englischen Fassung)
- 1958: Grip of the Strangler
- 1958: Die Hexenküche des Dr. Rambow (Frankenstein 1970)
- 1958: Corridors of Blood
- 1963: Der Rabe – Duell der Zauberer (The Raven)
- 1963: The Terror – Schloß des Schreckens (The Terror)
- 1963: Die drei Gesichter der Furcht (I tre volti della paura)
- 1964: Ruhe Sanft GmbH (The Comedy of Terrors)
- 1964: Bikini Beach
- 1965: Das Grauen auf Schloß Witley (Die, Monster, Die!)
- 1966: Erbschaft um Mitternacht (The Ghost in the Invisible Bikini)
- 1966: The Daydreamer (Stimme)
- 1966: Mitternacht – Canale Grande (The Venetian Affair)
- 1967: Frankensteins Monster-Party (Mad Monster Party?) (Stimme)
- 1967: Im Banne des Dr. Monserrat (The Sorcerers)
- 1968: Kochendes Blut (El coleccionista de cadáveres)
- 1968: Bewegliche Ziele (Targets)
- 1968: Die Hexe des Grafen Dracula (Curse of the Crimson Altar)
- 1968: Folter (Fear Chamber)
- 1968: Totentanz im Schreckensschloss (House of Evil)
- 1971: Todeskult (La muerte viviente)
- 1971: Alien Terror (The Incredible Invasion)

### Fernsehfilme und -serien
- 1949: Arsenic and Old Lace
- 1952: Don Quixote
- 1955: Arsenic and Old Lace
- 1954–1956: Colonel March of Scotland Yard (Serie, 26 Folgen)
- 1957: The Lark
- 1958: Heart of Darkness
- 1958: Veil (Gastgeber)
- 1958: Shirley Temple’s Storybook (Serie, Folge The Legend of Sleepy Hollow)
- 1960: The DuPont Show of the Month – Treasure Island (Reihe)
- 1960–1962: Thriller (Serie, zehn Folgen)
- 1962: Arsenic and Old Lace
- 1962: The Paradine Case
- 1962: Route 66 (Serie, Folge Lizard’s Leg and Owlet’s Wing)
- 1966: Die gestohlenen Weihnachtsgeschenke (How the Grinch Stole Christmas) (Stimme)
- 1966: Dancer für O.N.K.E.L. (The Girl from O.N.C.L.E.; Serie, Folge Immer Ärger mit Mutter)
- 1967: Tennisschläger und Kanonen (I Spy; Serie, Folge Ein Ritter ohne Furcht und Tadel)